# Exército dos Estados Unidos
O Exército dos Estados Unidos (em inglês: United States Army) é o ramo de serviço terrestre das Forças Armadas dos Estados Unidos. É um dos sete serviços uniformizados dos Estados Unidos e é designado como Exército dos Estados Unidos na Constituição dos Estados Unidos. É o ramo mais antigo e sênior das forças armadas dos Estados Unidos em ordem de precedência, o moderno Exército dos Estados Unidos tem suas raízes no Exército Continental, que foi formado em 14 de junho de 1775 para lutar na Guerra Revolucionária Americana (1775–1783) – contra os britânicos pela independência antes de os Estados Unidos serem estabelecidos como país. Após a Guerra Revolucionária, o Congresso da Confederação criou o Exército dos Estados Unidos em 3 de junho de 1784 para substituir o extinto Exército Continental. O Exército dos Estados Unidos considera-se uma continuação do Exército Continental e, portanto, considera o seu início institucional como a origem dessa força armada em 1775.
O Exército dos Estados Unidos é um serviço uniformizado dos Estados Unidos e faz parte do Department of the Army, que é um dos três departamentos militares do Departamento de Defesa dos Estados Unidos. É chefiado por um funcionário civil nomeado de alto escalão, o Secretário do Exército (SECARMY), e por um oficial militar, o Chefe do Estado-maior do Exército (CSA), que também é membro do Estado-Maior Conjunto dos Estados Unidos. É o maior ramo militar e, no ano fiscal de 2023, o efetivo final projetado para o Exército regular (USA) era de 473 000 soldados; a Guarda Nacional do Exército (Army National Guard, ARNG) tinha 336 000 soldados e a Reserva do Exército (U.S. Army Reserve, USAR) tinha 189 500 soldados; a força do componente combinado do Exército era de 998 500 soldados. Como um ramo das forças armadas, a missão do Exército dos Estados Unidos é "combater e vencer as guerras da nossa nação, proporcionando domínio terrestre imediato e sustentado, em toda a gama de operações militares e no espectro do conflito, em apoio aos comandantes combatentes".

## Missão
O Exército dos Estados Unidos serve como o ramo terrestre das Forças Armadas dos Estados Unidos. O Código dos Estados Unidos Section 7062 of Title 10 define o objetivo do Exército como:
- Preservar a paz e a segurança, e prover a defesa dos Estados Unidos, das Commonwealths e posses, e qualquer área ocupada pelos Estados Unidos;
- Apoiar as políticas nacionais;
- Execução dos objetivos nacionais;
- Superar qualquer nação responsável por atos agressivos, que coloquem em perigo a paz e a segurança dos Estados Unidos.

Em 2018, a Army Strategy 2018 articulou um adendo de oito pontos à visão do Exército para 2028. Embora a missão do Exército permaneça constante, a estratégia do Exército baseia-se na modernização da Brigada do Exército, acrescentando foco aos escalões de corpo e divisão. O Army Futures Command supervisiona as reformas voltadas para a guerra convencional. O atual plano de reorganização do Exército deverá ser concluído até 2028.
As cinco competências essenciais do Exército são combate terrestre imediato e sustentado, operações de armas combinadas(incluindo manobra de armas combinadas e segurança de área ampla, operações blindadas e mecanizadas e operações aerotransportadas e de assalto aéreo), forças de operações especiais, para preparar e sustentar o teatro de operações para a força conjunta e integrar o poder nacional, multinacional e conjunto em terra.

## História

### Origens

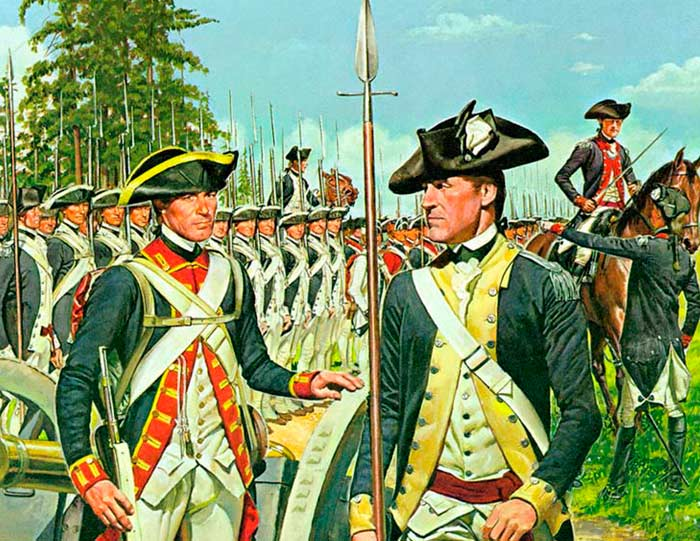
Pintura mostrando soldados do exército continental durante a guerra de independência dos Estados Unidos.

O Exército Continental foi criado em 14 de junho de 1775 pelo Segundo Congresso Continental como um exército unificado para as colônias lutarem contra a Grã-Bretanha, com George Washington nomeado seu comandante. O exército foi inicialmente liderado por homens que serviram no exército britânico ou nas milícias coloniais e que trouxeram consigo grande parte da herança militar britânica. À medida que a Guerra Revolucionária avançava, a ajuda, os recursos e o pensamento militar franceses ajudaram a moldar o novo exército. Vários soldados europeus vieram ajudar por conta própria, como Friedrich Wilhelm von Steuben, que ensinou táticas e habilidades organizacionais ao Exército Prussiano.
O Exército travou inúmeras batalhas campais e às vezes usou a estratégia fabiana e táticas de bater e fugir no Sul em 1780 e 1781; sob o comando do major-general Nathanael Greene, atingiu onde os britânicos eram mais fracos para desgastar as suas forças. Washington liderou vitórias contra os britânicos em Trenton e Princeton, mas perdeu uma série de batalhas na campanha de Nova York e Nova Jersey em 1776 e na campanha de Filadélfia em 1777. Com uma vitória decisiva em Yorktown e a ajuda dos franceses, o Exército Continental prevaleceu contra os britânicos.
Após a guerra, o Exército Continental recebeu rapidamente certificados de terra e foi dissolvido, num reflexo da desconfiança republicana nos exércitos permanentes. As milícias estaduais tornaram-se o único exército terrestre da nova nação, com exceção de um regimento para proteger a Fronteira Ocidental e uma bateria de artilharia que guardava o arsenal de West Point. No entanto, devido ao conflito contínuo com os nativos americanos, logo foi considerado necessário colocar em campo um exército permanente treinado. O Exército Regular era inicialmente muito pequeno e após a derrota do General Arthur St. Clair na Batalha de Wabash, onde mais de 800 soldados foram mortos, o Exército Regular foi reorganizado como Legião dos Estados Unidos, criada em 1791 e renomeada como Exército dos Estados Unidos em 1796.
Em 1798, durante a quase guerra com a França, o Congresso dos Estados Unidos estabeleceu um "Exército Provisório" de três anos de 10 000 homens, consistindo em doze regimentos de infantaria e seis tropas de Light Dragoons. Em março de 1799, o Congresso criou um "Exército Eventual" de 30 000 homens, incluindo três regimentos de cavalaria. Ambos os "exércitos" existiam apenas no papel, mas equipamentos para 3 000 homens e cavalos foram adquiridos e armazenados.

### Século XIX

#### Guerra de 1812 e guerras indígenas

Soldados americanos durante a Guerra de 1812.

A Guerra de 1812, a segunda e última guerra entre os Estados Unidos e a Grã-Bretanha, teve resultados mistos. O Exército dos Estados Unidos não conquistou o Canadá, mas destruiu a resistência dos nativos americanos à expansão no Velho Noroeste e validou a sua independência ao impedir duas grandes invasões britânicas em 1814 e 1815. Depois de assumir o controle do Lago Erie em 1813, o Exército dos Estados Unidos apreendeu partes do oeste do Alto Canadá, queimou York e derrotou Tecumseh, o que causou o colapso de sua Confederação Ocidental. Após as vitórias dos Estados Unidos na província canadense do Alto Canadá, as tropas britânicas que apelidaram o Exército dos Estados Unidos de "Regulars, by God!", conseguiram capturar e queimar Washington, que era defendido pela milícia, em 1814. Duas semanas depois de um tratado ter sido assinado (mas não ratificado), Andrew Jackson derrotou os britânicos na Batalha de Nova Orleans e cerco ao Forte São Filipe com um exército dominado por milícias e voluntários, e tornou-se um herói nacional. Tropas e marinheiros dos Estados Unidos capturaram o HMS Cyane, HMS Levant e HMS Penguin nos combates finais da guerra. Pelo tratado, ambos os lados (Estados Unidos e Grã-Bretanha) retornaram ao status quo geográfico. Ambas as marinhas mantiveram os navios de guerra que haviam apreendido durante o conflito.
A principal campanha do exército contra os índios foi travada na Flórida, contra os Seminoles. Foram necessárias longas guerras (1818–1858) para finalmente derrotar os Seminoles e transferi-los para Oklahoma. A estratégia usual nas guerras indígenas era assumir o controle do abastecimento alimentar dos índios no inverno, mas isso não adiantou na Flórida, onde não havia inverno. A segunda estratégia consistia em formar alianças com outras tribos indígenas, mas isso também foi inútil porque os Seminoles tinham destruído todos os outros índios quando entraram na Florida no final do Século XVIII.
O Exército dos Estados Unidos lutou e venceu a Guerra Mexicano-Americana (1846–1848), que foi um evento decisivo para ambos os países. A vitória dos Estados Unidos resultou na aquisição de território que eventualmente se tornou a totalidade ou parte dos estados da Califórnia, Nevada, Utah, Colorado, Arizona, Wyoming e Novo México.

#### Guerra Civil Americana

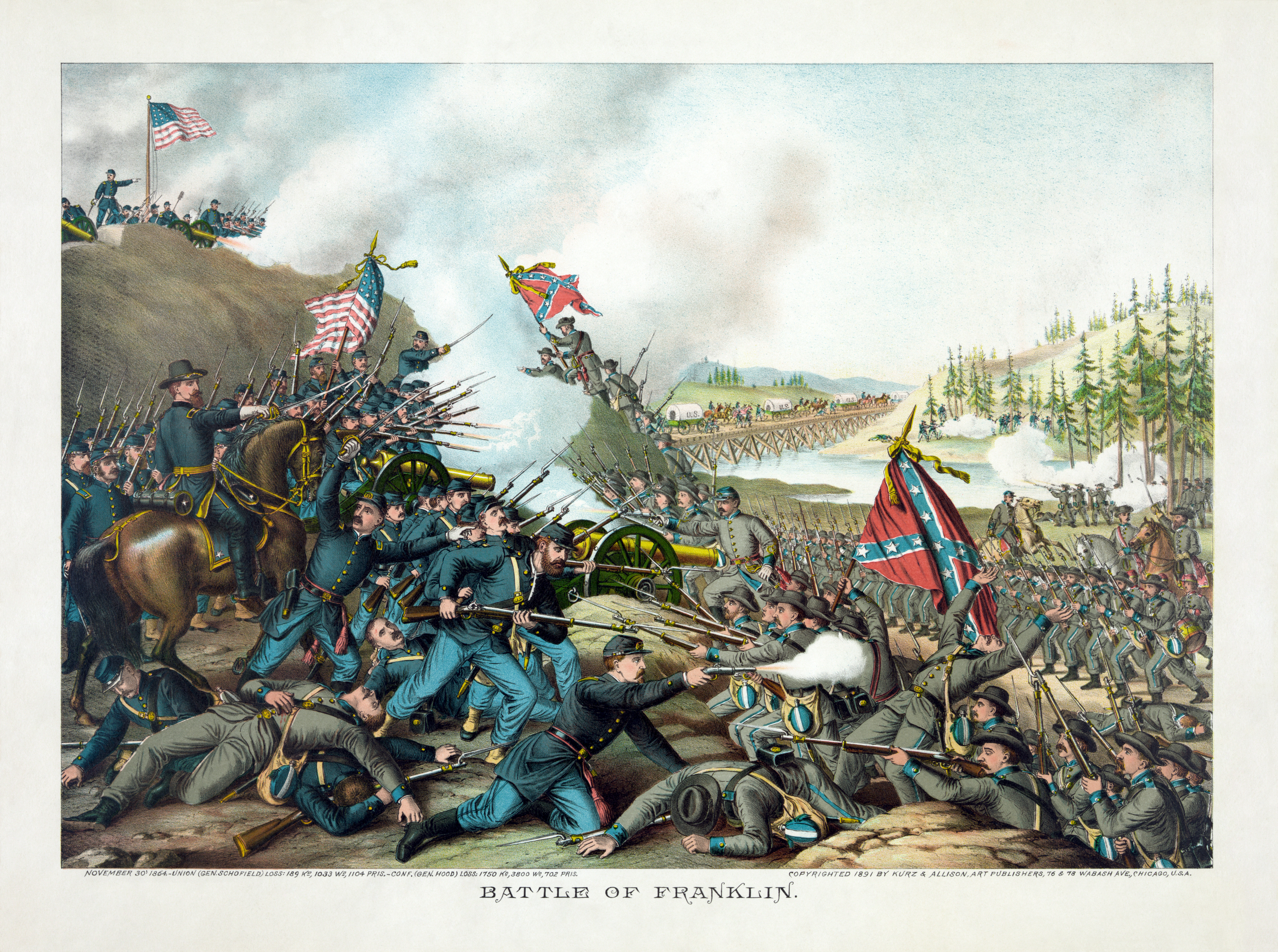
Tropas da União e da Confederação se combatendo na batalha de Franklin, em 1864, em meio a guerra civil que assolava a nação na metade do Século XIX.

A Guerra Civil Americana foi a guerra mais cara para os Estados Unidos em termos de baixas. Depois que a maioria dos estados escravistas, localizados no sul dos Estados Unidos, formaram os Estados Confederados da América, o Exército dos Estados Confederados, liderada por ex-oficiais do Exército dos Estados Unidos, mobilizou uma grande fração da mão de obra branca do sul. As forças dos Estados Unidos (a "União" ou "o Norte") formaram o Exército da União, consistindo em um pequeno corpo de unidades regulares do exército e um grande corpo de unidades voluntárias formadas em todos os estados, norte e sul, exceto a Carolina do Sul.
Durante os primeiros dois anos, as forças confederadas tiveram um bom desempenho em batalhas definidas, mas perderam o controle dos estados fronteiriços. Os confederados tinham a vantagem de defender um grande território numa área onde as doenças causavam duas vezes mais mortes do que os combates. A União seguiu uma estratégia de tomada da costa, bloqueio dos portos e tomada de controlo dos sistemas fluviais. Em 1863, a Confederação estava sendo estrangulada. Seus exércitos orientais lutaram bem, mas os exércitos ocidentais foram derrotados um após o outro até que as forças da União capturaram Nova Orleans em 1862 junto com o rio Tennessee. Na Campanha de Vicksburg de 1862–1863, O general Ulysses S. Grant capturou o rio Mississippi e isolou o sudoeste. Grant assumiu o comando das forças da União em 1864 e após uma série de batalhas com pesadas baixas, ele sitiou o general Robert E. Lee em Richmond enquanto o general William T. Sherman capturava Atlanta e marchava pela Geórgia e pelas Carolinas. A capital confederada foi abandonada em abril de 1865 e Lee posteriormente rendeu seu exército no Tribunal de Appomattox. Todos os outros exércitos confederados se renderam em poucos meses.
A guerra continua a ser o conflito mais mortal da história dos Estados Unidos, resultando na morte de 620 mil homens de ambos os lados. Com base nos números do censo de 1860, 8% de todos os homens brancos com idades entre 13 e 43 anos morreram na guerra, incluindo 6,4% no Norte e 18% no Sul.

#### Final do Século XIX
Após a Guerra Civil, o Exército dos Estados Unidos teve a missão de conter as tribos ocidentais de nativos americanos nas reservas indígenas. Eles estabeleceram muitos fortes e se envolveram na última guerra dos índios americanos. As tropas do Exército dos Estados Unidos também ocuparam vários estados do sul durante a Era da Reconstrução para proteger os libertos.
As principais batalhas da Guerra Hispano-Americana de 1898 foram travadas pela Marinha dos Estados Unidos. Utilizando principalmente novos voluntários, as forças dos Estados Unidos derrotaram a Espanha em campanhas terrestres em Cuba e desempenharam um papel central na Guerra Filipino-Americana.

### Século XX

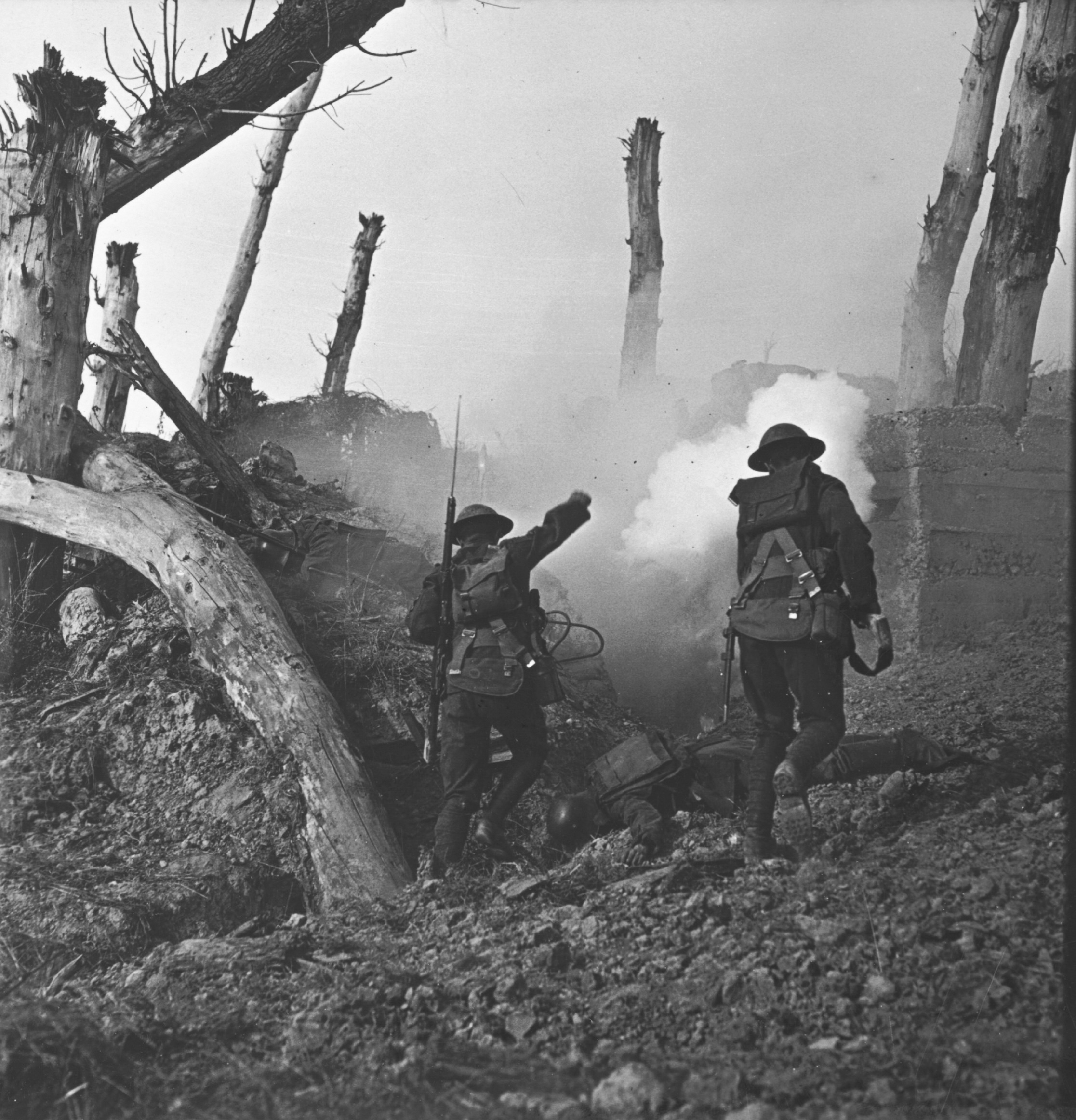
Tropas americanas atacando posições alemães na França, em 1918.

A partir de 1910, o exército começou a adquirir aeronaves de asa fixa. Em 1910, durante a Revolução Mexicana, o exército foi destacado para cidades dos Estados Unidos perto da fronteira para garantir a segurança de vidas e propriedades. Em 1916, Pancho Villa, um importante líder rebelde, atacou Columbus, Novo México, provocando uma intervenção dos Estados Unidos no México até 7 de fevereiro de 1917. Eles lutaram contra os rebeldes e as tropas federais mexicanas até 1918.

#### Guerras mundiais

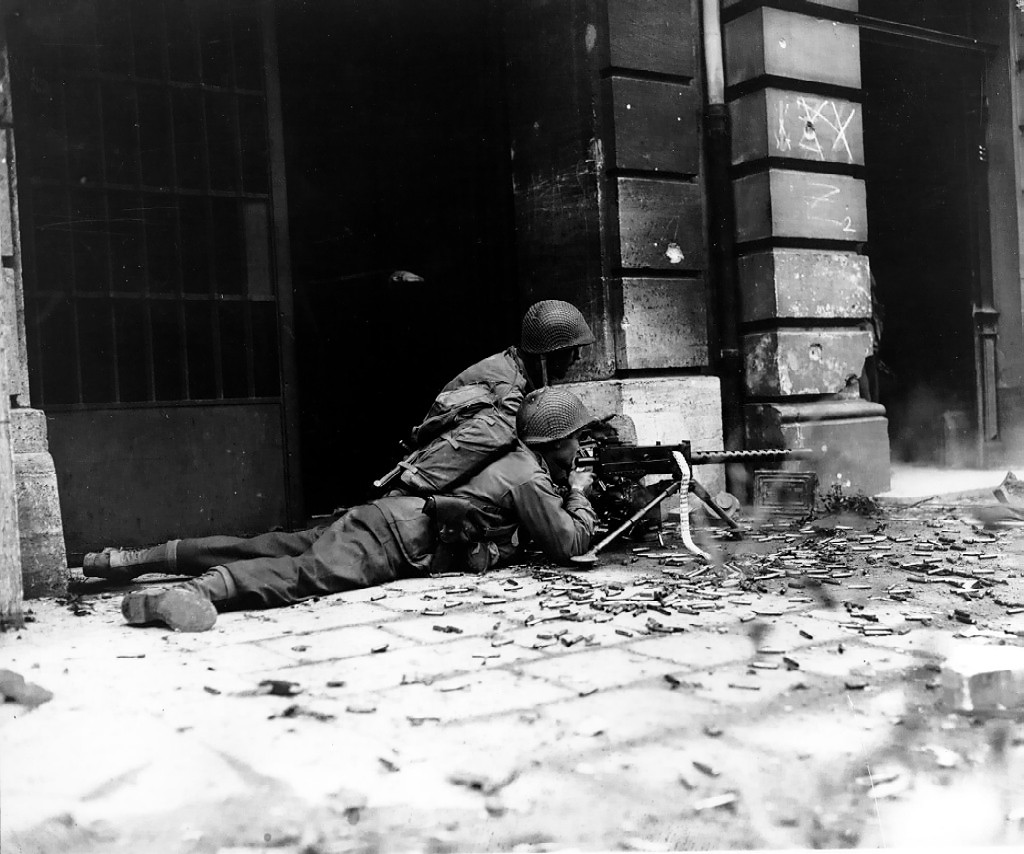
Dois soldados americanos lutando na batalha de Aachen, durante a Segunda Guerra Mundial.

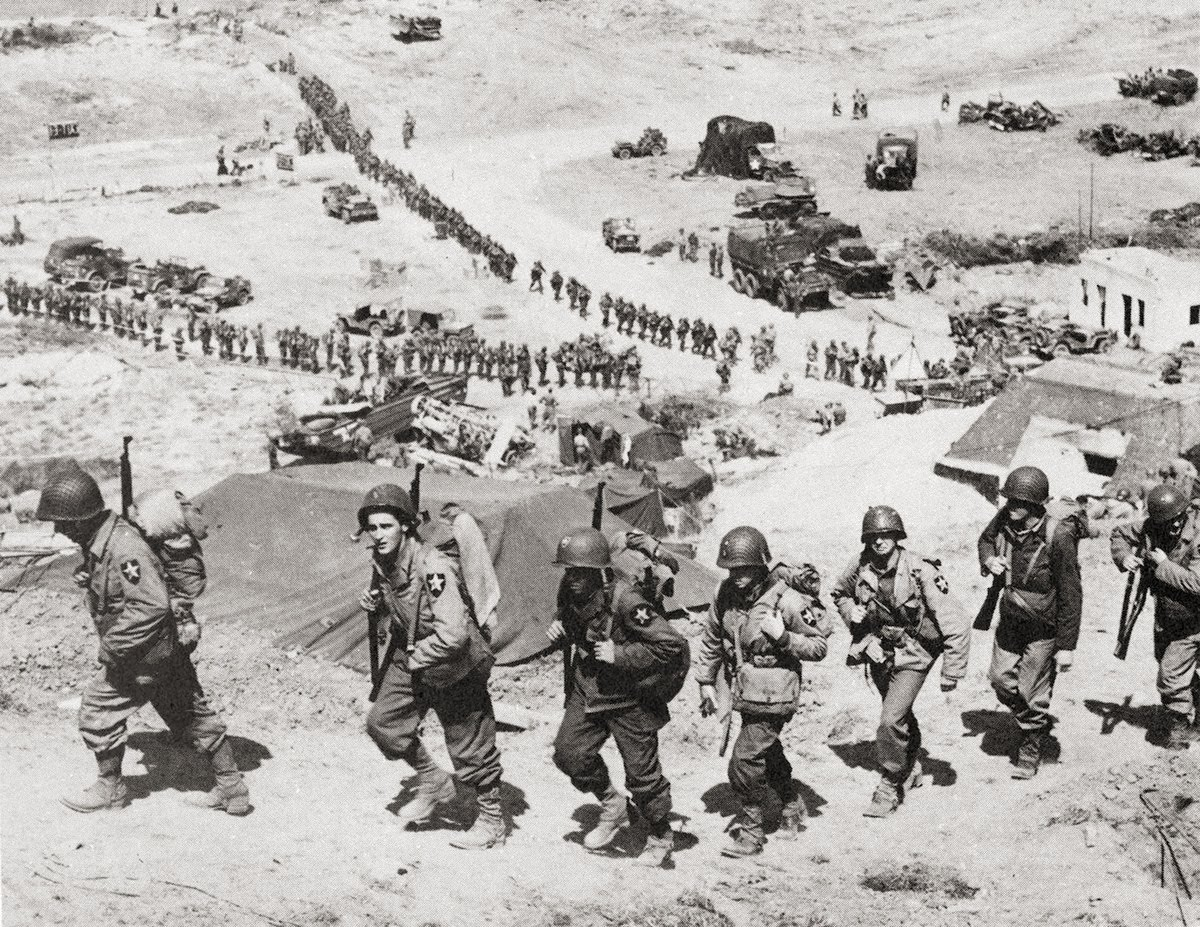
Soldados dos Estados Unidos após a conquista da praia de Omaha, em julho de 1944, durante os desembarques da Normandia.

Os Estados Unidos aderiram à Primeira Guerra Mundial como uma "potência associada" em 1917, ao lado da Grã-Bretanha, França, Rússia, Itália e outros Aliados. As tropas dos Estados Unidos foram enviadas para a Frente Ocidental e estiveram envolvidas nas últimas ofensivas que encerraram a guerra. Com o armistício de novembro de 1918, o exército voltou a diminuir as suas forças.
Em 1939, as estimativas do efetivo do Exército oscilavam entre 174 mil e 200 mil soldados, valor inferior ao de Portugal, que o classificava em 17º ou 19º lugar no mundo em tamanho. O General George Marshall tornou-se chefe do Estado-Maior do Exército em setembro de 1939 e começou a expandir e modernizar o Exército em preparação para a guerra.
Os Estados Unidos aderiram à Segunda Guerra Mundial em dezembro de 1941, após o ataque japonês a Pearl Harbor. Cerca de 11 milhões de americanos serviriam em várias operações do Exército. Na frente europeia, as tropas do Exército dos Estados Unidos formaram uma parte significativa das forças que desembarcaram no Norte de África francês e tomaram a Tunísia e depois seguiram para a Sicília e mais tarde lutaram na Itália. Nos desembarques de junho de 1944 no norte da França e na subsequente libertação da Europa e derrota da Alemanha Nazista, milhões de soldados do Exército dos Estados Unidos desempenharam um papel central. Em 1947, o número de soldados do Exército dos Estados Unidos diminuiu de oito milhões em 1945 para 684 mil soldados e o número total de divisões ativas caiu de 89 para 12. Os líderes do Exército consideraram esta desmobilização um sucesso. Na Guerra do Pacífico, os soldados do Exército dos Estados Unidos participaram ao lado do Corpo de Fuzileiros Navais dos Estados Unidos na captura das Ilhas do Pacífico do controle japonês. Após as rendições do Eixo em maio (Alemanha) e agosto (Japão) de 1945, tropas do exército foram enviadas ao Japão e à Alemanha para ocupar as duas nações derrotadas. Dois anos após a Segunda Guerra Mundial, as Forças Aéreas do Exército dos Estados Unidos se separaram do exército para se tornarem a Força Aérea dos Estados Unidos em setembro de 1947. Em 1948, o exército foi desagregado pela ordem 9/981 do presidente Harry S. Truman.

#### Guerra Fria

##### 1945–1960

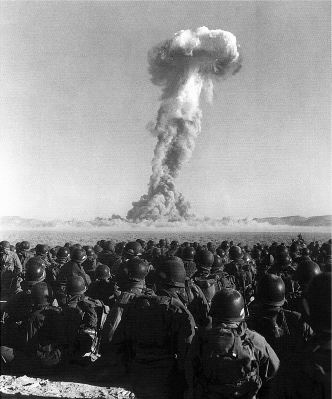
Militares americanos observando uma explosão nuclear na área de testes de Nevada na década de 1950.

O fim da Segunda Guerra Mundial preparou o cenário para o confronto Leste-Oeste conhecido como Guerra Fria. Com a eclosão da Guerra da Coreia, aumentaram as preocupações com a defesa da Europa Ocidental. Dois corpos, o V e VII, foram reativados sob o Seventh United States Army em 1950 e a força dos EUA na Europa aumentou de uma divisão para quatro. Centenas de milhares de soldados dos EUA permaneceram estacionados na Alemanha Ocidental, com outros na Bélgica, nos Países Baixos e no Reino Unido, até à década de 1990, em antecipação a um possível ataque soviético.
Durante a Guerra Fria, as tropas dos EUA e seus aliados lutaram contra as forças comunistas na Coreia e no Vietnã. A Guerra da Coreia começou em junho de 1950, quando os soviéticos abandonaram uma reunião do Conselho de Segurança das Nações Unidas, eliminando o seu possível veto. Sob a égide das Nações Unidas, centenas de milhares de soldados dos EUA lutaram para impedir a tomada da Coreia do Sul pela Coreia do Norte e, mais tarde, para invadir a nação do norte. Após repetidos avanços e recuos de ambos os lados e a entrada do Exército Voluntário do Povo da China na guerra, o Acordo de Armistício Coreano devolveu a península ao status quo em julho de 1953.

##### 1960–1970

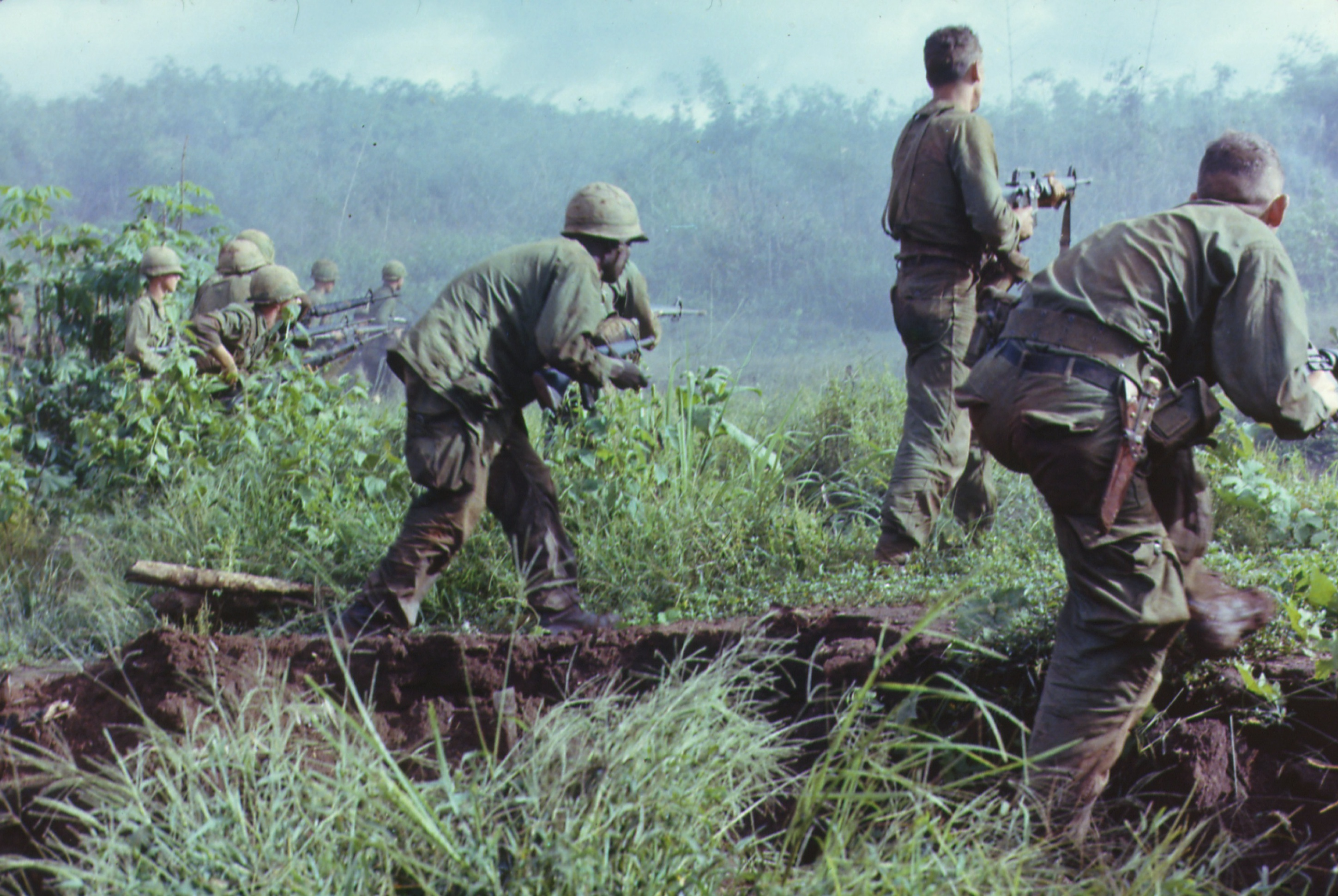
Uma patrulha de infantaria do Exército dos EUA avançando para atacar a última posição do Exército do Povo do Vietnã em Dak To, Vietnã do Sul, durante a Operação Hawthorne.

A Guerra do Vietnã é frequentemente considerada um ponto baixo para o Exército dos EUA devido ao uso de pessoal recrutado, à impopularidade da guerra com o público dos EUA e às restrições frustrantes impostas aos militares pelos líderes políticos dos EUA. Embora as forças dos EUA estivessem estacionadas no Vietnã do Sul desde 1959, em funções de inteligência e aconselhamento/treinamento, não foram mobilizadas em grande número até 1965, após o Incidente do Golfo de Tonquim. As forças dos EUA estabeleceram e mantiveram efetivamente o controle do campo de batalha "tradicional", mas lutaram para conter as táticas de guerrilha de ataque e fuga do vietcongue comunista e do Exército do Povo do Vietnã.
Durante a década de 1960, o Departamento de Defesa dos Estados Unidos continuou a fiscalizar as forças de reserva e a questionar o número de divisões e brigadas, bem como a redundância de manter dois componentes de reserva, a Guarda Nacional do Exército e a Reserva do Exército. Em 1967, o Secretário de Defesa Robert McNamara decidiu que 15 divisões de combate na Guarda Nacional do Exército eram desnecessárias e reduziu o número para oito divisões (uma de infantaria mecanizada, duas blindadas e cinco de infantaria), mas aumentou o número de brigadas de sete para 18 (uma infantaria aerotransportada, uma blindada, duas infantaria mecanizada e 14 infantaria). A perda das divisões não agradou aos estados. Suas objeções incluíam a combinação inadequada de elementos de manobra para os que permaneceram e o fim da prática de rotação de comandos divisionais entre os estados que os apoiavam. De acordo com a proposta, os comandantes de divisão restantes deveriam residir no estado da base da divisão. No entanto, não ocorreu nenhuma redução no efetivo total da Guarda Nacional do Exército, o que convenceu os governadores a aceitar o plano. Os estados reorganizaram as suas forças em conformidade entre 1 de dezembro de 1967 e 1 de maio de 1968.

##### 1970–1990

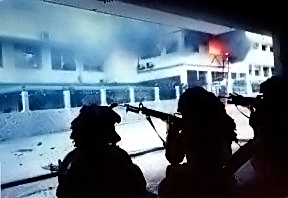
Soldados do Exército dos EUA se preparando para tomar La Comandancia no bairro de El Chorrillo na Cidade do Panamá durante a Operação Just Cause.

A Total Force Policy foi adotada pelo Chefe do Estado-Maior do Exército, General Creighton Abrams, no rescaldo da Guerra do Vietnã, e envolveu o tratamento dos três componentes do exército – o Exército Regular, a Guarda Nacional do Exército e a Reserva do Exército como uma única força. O entrelaçamento dos três componentes do exército pelo General Abrams tornou efetivamente impossíveis operações estendidas sem o envolvimento da Guarda Nacional do Exército e da Reserva do Exército em uma função predominantemente de apoio ao combate. O exército converteu-se numa força totalmente voluntária, com maior ênfase no treinamento de acordo com padrões de desempenho específicos impulsionados pelas reformas do General William E. DePuy, o primeiro comandante do Training and Doctrine Command do Exército dos Estados Unidos. Seguindo os Acordos de Camp David que foram assinados pelo Egito e Israel, que foi intermediado pelo presidente Jimmy Carter em 1978, como parte do acordo, tanto os Estados Unidos quanto o Egito concordaram que haveria um treinamento militar conjunto liderado por ambos os países que normalmente seria realizado a cada 2 anos, esse exercício é conhecido como Exercise Bright Star.
A década de 1980 foi principalmente uma década de reorganização. A Goldwater–Nichols Act de 1986 criou comandos combatentes unificados, reunindo o exército com os outros quatro serviços militares sob estruturas de comando unificadas e geograficamente organizadas. O exército também desempenhou um papel nas Invasão de Granada em 1983 (Operação Urgent Fury) e do Panamá em 1989 (Operação Just Cause).
Em 1989, a Alemanha aproximava-se da reunificação e a Guerra Fria estava a chegar ao fim. A liderança do Exército reagiu começando a planejar uma redução de efetivo. Em novembro de 1989, os informadores do Pentágono traçavam planos para reduzir o efetivo final do exército em 23%, de 750 000 para 580 000.

##### Década de 1990

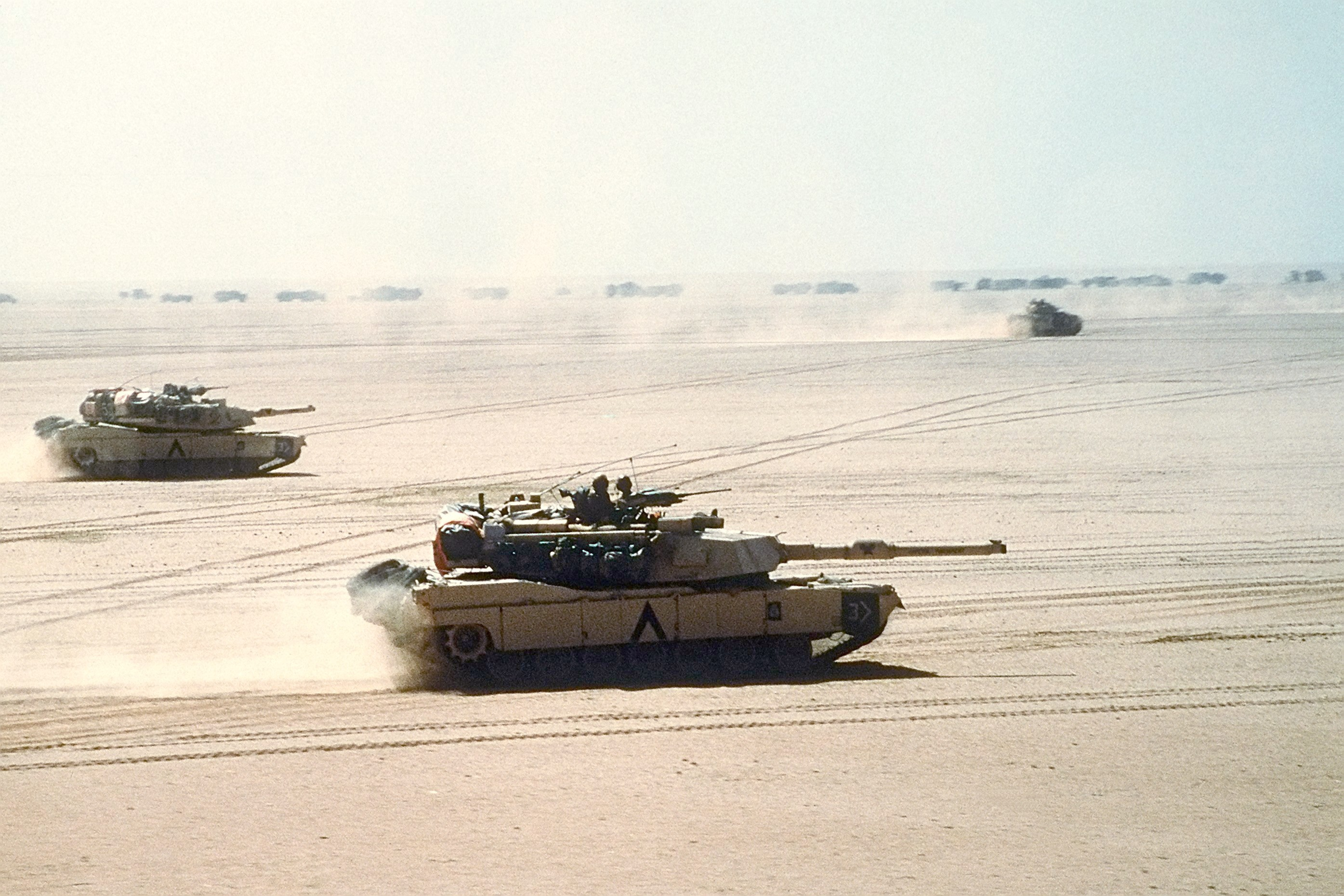
Tanques M1 Abrams saindo antes da Batalha de Al Busayyah durante a Guerra do Golfo.

Em 1990, o Iraque invadiu o seu vizinho menor, o Kuwait, e as forças terrestres dos Estados Unidos foram rapidamente mobilizadas para garantir a proteção da Arábia Saudita. Em janeiro de 1991, teve início a Operação Desert Storm, uma coligação liderada pelos Estados Unidos que mobilizou mais de 500 000 soldados, a maior parte deles provenientes de formações do Exército dos Estados Unidos, para expulsar as forças iraquianas. A campanha terminou com vitória total, quando as forças da coligação ocidental derrotaram o exército iraquiano. Algumas das maiores batalhas de tanques da história foram travadas durante a Guerra do Golfo. A Batalha de Medina Ridge, a Batalha de Norfolk e a Batalha de 73 Easting foram batalhas de tanques de significado histórico.
Após a Operação Desert Storm, o exército não assistiu a grandes operações de combate durante o resto da década de 1990, mas participou numa série de atividades de manutenção da paz. Em 1990, o Departamento de Defesa emitiu orientações para o "reequilíbrio" após uma revisão da Total Force Policy, mas em 2004, os estudiosos do Army War College concluíram que a orientação reverteria a Total Force Policy, que é um "ingrediente essencial para a aplicação bem-sucedida da força militar".

### Século XXI

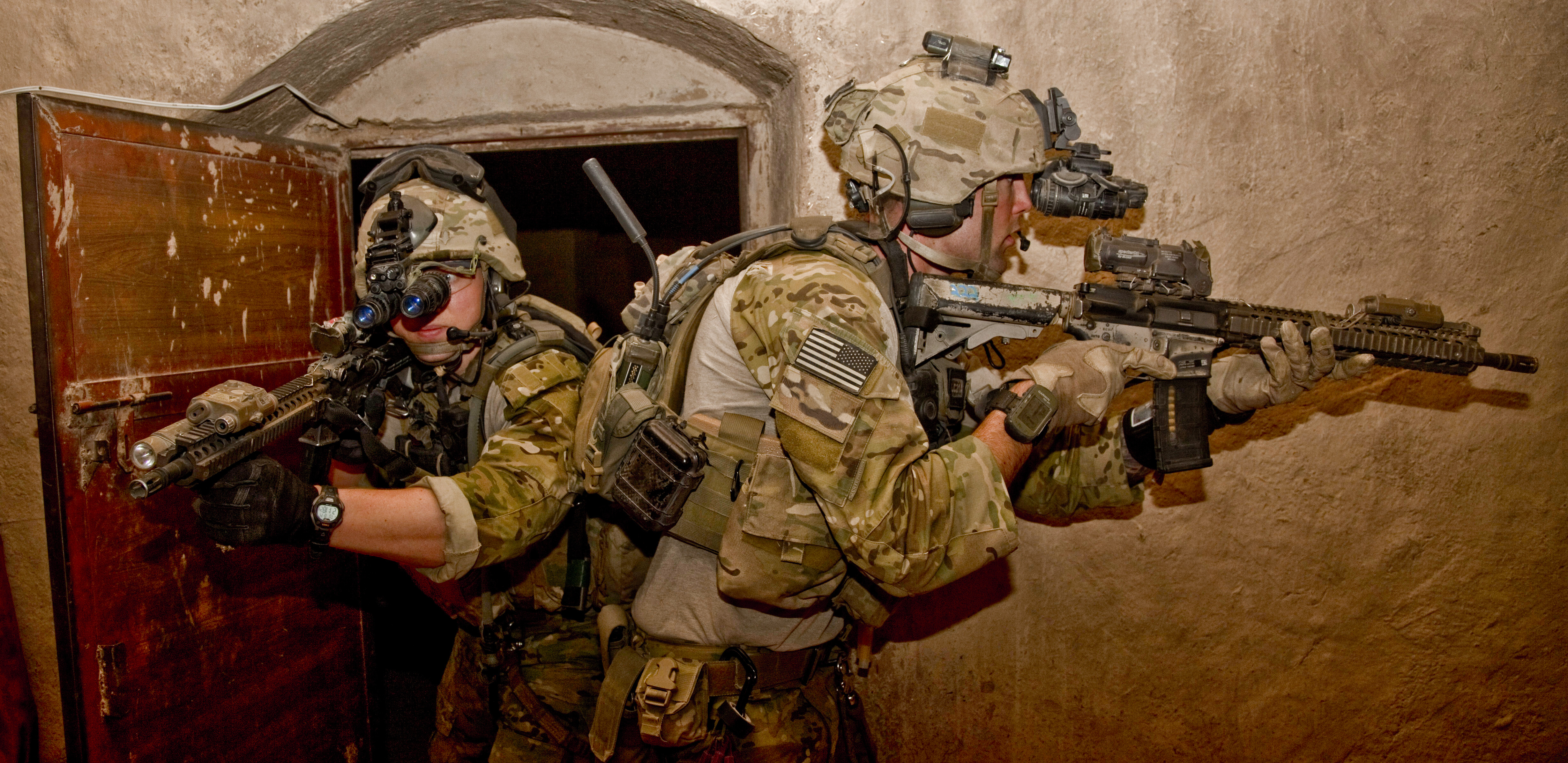
United States Army Rangers participando de um ataque durante uma operação em Nahr-e Saraj, Afeganistão.

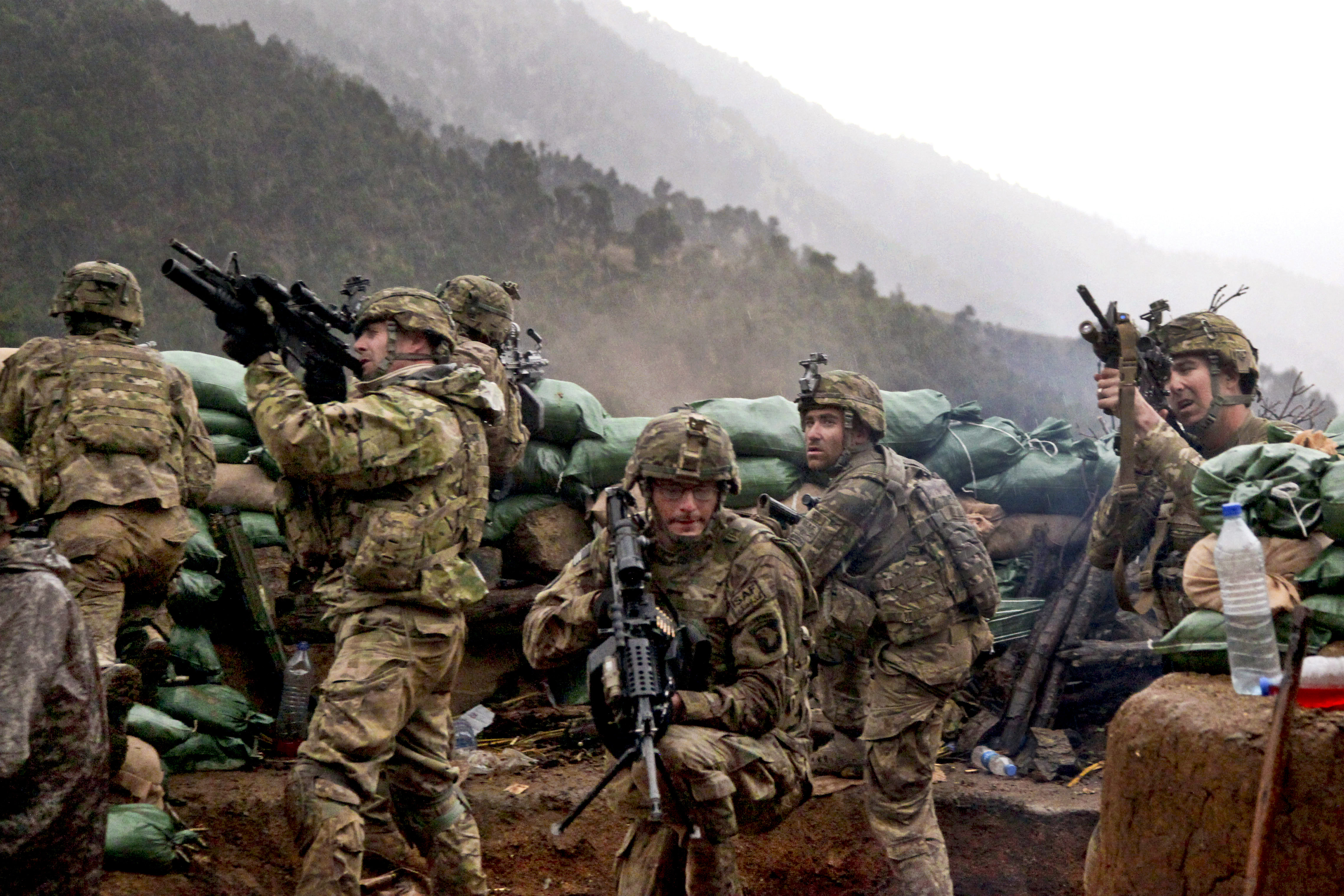
Soldados do Exército dos Estados Unidos com o 2nd Battalion, 327th Infantry Regiment, 101st Airborne Division respondendo ao fogo durante um tiroteio com as forças do Talibã no Vale Barawala Kalay na Província de Kunar, Afeganistão, março de 2011.

No dia 11 de setembro de 2001, 53 civis do Exército (47 funcionários e seis contratados) e 22 soldados estavam entre as 125 vítimas mortas no Pentágono num ataque terrorista quando o Voo American Airlines 77, comandado por cinco sequestradores da Al-Qaeda, atingiu o lado oeste do edifício, como parte dos Ataques de 11 de setembro de 2001. Em resposta aos ataques de 11 de setembro e como parte da Guerra ao Terror, as forças dos Estados Unidos e da OTAN invadiram o Afeganistão em outubro de 2001, desalojando o governo Talibã. O Exército dos Estados Unidos também liderou a invasão combinada do Iraque pelos Estados Unidos e aliados em 2003; serviu como fonte primária de forças terrestres com a sua capacidade de sustentar operações de desdobramento de curto e longo prazo. Nos anos seguintes, a missão mudou de conflito entre militares regulares para contrainsurgência, resultando na morte de mais de 4 000 militares dos Estados Unidos (em março de 2008) e ferimentos em milhares de outros. 23 813 insurgentes foram mortos no Iraque entre 2003 e 2011.
Até 2009, o principal plano de modernização do exército, o mais ambicioso desde a Segunda Guerra Mundial, foi o programa Future Combat Systems. Em 2009, muitos sistemas foram cancelados e os restantes foram incluídos no programa de modernização da brigade combat team (BCT). Em 2017, o projeto de Brigade Modernization foi concluído e sua sede, Brigade Modernization Command, foi renomeada como Joint Modernization Command, ou JMC. Em resposta ao sequestro do Orçamento em 2013, os planos do Exército eram reduzir para os níveis de 1940, embora a força final real do Exército Ativo tenha sido projetada para cair para cerca de 450 000 soldados até o final do exercício financeiro de 2017. De 2016 a 2017, o Exército retirou centenas de helicópteros de observação OH-58 Kiowa Warrior, enquanto mantém seus Apaches.

## Organização

### Planejamento
Em 2017, foi formada uma força-tarefa para abordar a modernização do Exército, que desencadeou mudanças de unidades: RDECOM (Research, Development and Engineering Command's) e ARCIC (Army Capabilities Integration Center), de dentro do AMC (Army Materiel Command) e TRADOC (Training and Doctrine Command), respectivamente, para um novo ACOM (Army Command) em 2018. O AFC (Army Futures Command) é par do FORSCOM (Forces Command), TRADOC e AMC, os outros ACOMs. A missão da AFC é a reforma da modernização: projetar hardware, bem como trabalhar no processo de aquisição que define o material para a AMC. A missão do TRADOC é definir a arquitetura e organização do Exército e treinar e fornecer soldados ao FORSCOM. As cross-functional teams (CFTs) da AFC são o veículo do Futures Command para a reforma sustentável do processo de aquisição para o futuro. A fim de apoiar as prioridades de modernização do Exército, o seu orçamento para o exercício de 2020 alocou 30 bilhões de dólares para as seis principais prioridades de modernização ao longo dos próximos cinco anos. Os US$ 30 bilhões vieram de US$ 8 bilhões em prevenção de custos e US$ 22 bilhões em rescisões.

### Componentes do Exército

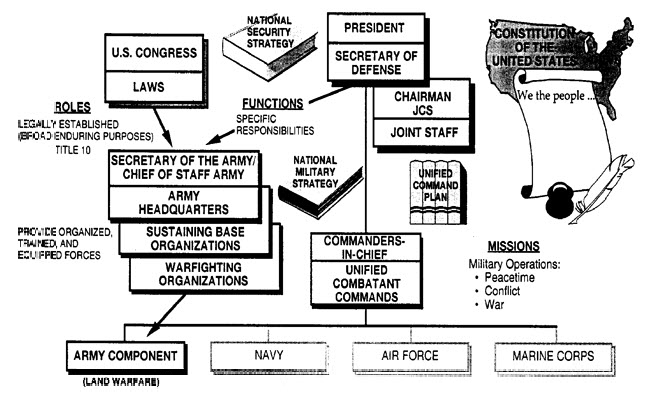
Organograma do Exército dos Estados Unidos.

A tarefa de organizar o Exército dos Estados Unidos começou em 1775. Nos primeiros cem anos de sua existência, o Exército dos Estados Unidos foi mantido como uma pequena força em tempos de paz para guarnecer fortes permanentes e realizar outras tarefas fora dos tempos de guerra, como obras de engenharia e construção. Durante os tempos de guerra, o Exército foi aumentado pelos muito maiores United States Volunteers, que foram criados de forma independente por vários governos estaduais. Os estados também mantinham milícias em tempo integral que também podiam ser chamadas para o serviço militar.

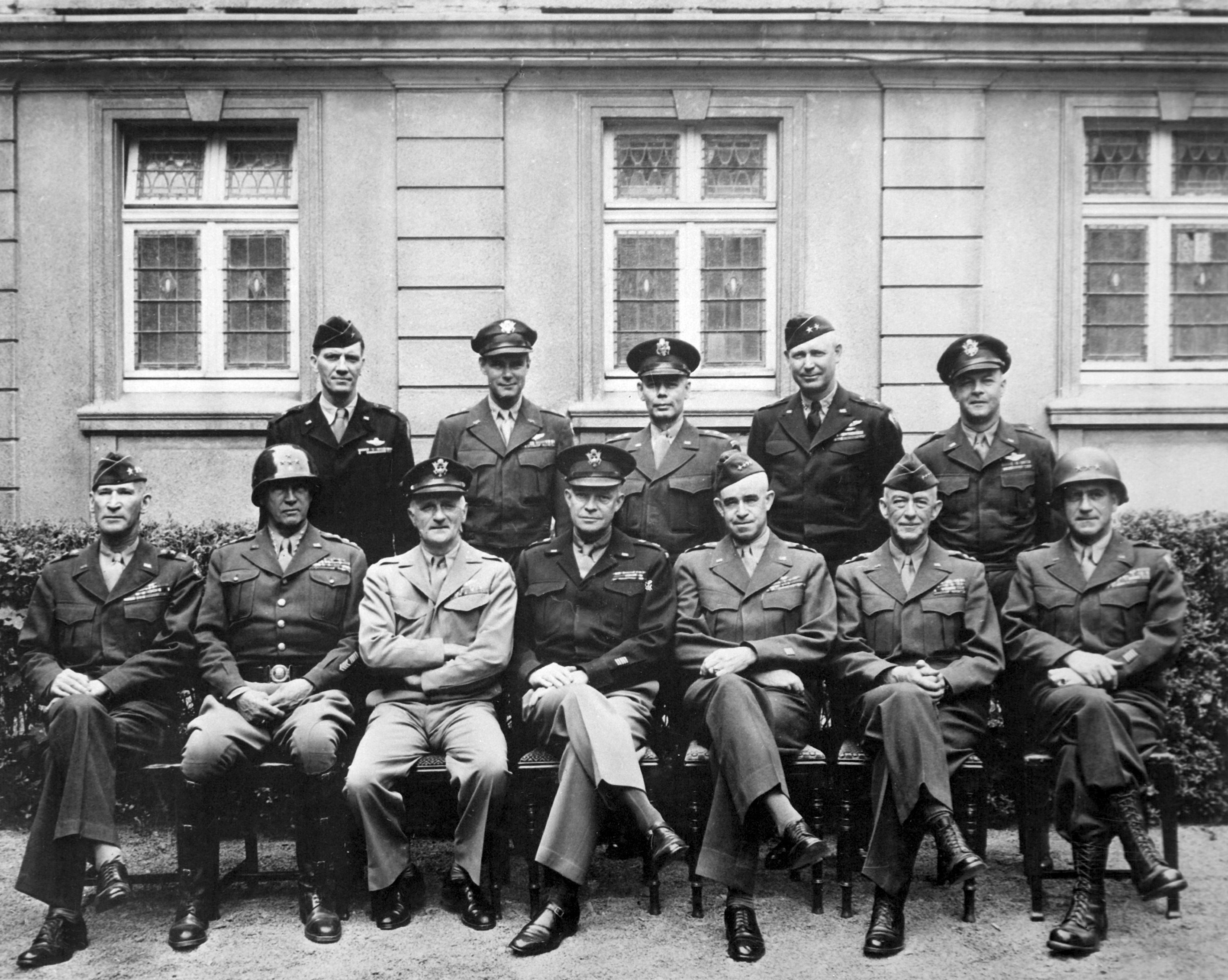
Comandantes americanos seniores do Teatro Europeu da Segunda Guerra Mundial.
- Sentados estão (da esquerda para a direita) os generais William Hood Simpson, George S. Patton, Carl Spaatz, Dwight D. Eisenhower, Omar Bradley, Courtney Hodges e Leonard T. Gerow
- Em pé estão (da esquerda para a direita) os generais Ralph F. Stearley, Hoyt Vandenberg, Walter Bedell Smith, Otto P. Weyland e Richard E. Nugent.

No Século XX, o Exército mobilizou os United States Volunteers em quatro ocasiões durante cada uma das principais guerras do Século XIX. Durante a Primeira Guerra Mundial, o National Army foi organizado para combater o conflito, substituindo o conceito de United States Volunteers. Foi desmobilizado no final da Primeira Guerra Mundial e substituído pelo Exército Regular, pelo Organized Reserve Corps e pelas milícias estaduais. Nas décadas de 1920 e 1930, os soldados de "carreira" eram conhecidos como Exército Regular, com o Enlisted Reserve Corps e o Officer Reserve Corps aumentados para preencher vagas quando necessário.
Em 1941, o "Exército dos Estados Unidos" foi fundado para combater a Segunda Guerra Mundial. O Exército Regular, o Exército dos Estados Unidos, a Guarda Nacional e o Officer Reserve Corps/Enlisted Reserve Corps (ORC e ERC) existiram simultaneamente. Após a Segunda Guerra Mundial, o ORC e o ERC foram combinados na Reserva do Exército dos Estados Unidos. O Exército dos Estados Unidos foi restabelecido para a Guerra da Coreia e a Guerra do Vietnã e foi desmobilizado após a suspensão do alistamento militar.
Atualmente, o Exército está dividido em Exército Regular, Reserva do Exército e Guarda Nacional do Exército. Alguns estados mantêm ainda forças de defesa estaduais, como uma espécie de reserva da Guarda Nacional, enquanto todos os estados mantêm regulamentos para milícias estaduais. As milícias estaduais são "organizadas", o que significa que são forças armadas, geralmente parte das forças de defesa do estado, ou "desorganizadas", significando simplesmente que todos os homens fisicamente aptos podem ser elegíveis para serem chamados para o serviço militar.
O Exército também está dividido em vários ramos e áreas funcionais. Os ramos incluem oficiais, subtenentes e soldados alistados, enquanto os ramos funcionais consistem em oficiais que são reclassificados de sua antiga filial para uma área funcional. No entanto, os oficiais continuam a usar as insígnias do seu antigo ramo na maioria dos casos, uma vez que as áreas funcionais geralmente não têm insígnias distintas. Alguns ramos, como as Forças Especiais, operam de forma semelhante às áreas funcionais, no sentido de que os indivíduos não podem ingressar em suas fileiras antes de terem servido em outro ramo do Exército. As carreiras no Exército podem estender-se a áreas multifuncionais para oficiais, subtenente, alistados e pessoal civil.
| Ramo                                                                          | Insígnias e cores |              | Ramo                                             | Insígnias e cores |  | Functional Area (FA)                         | Functional Area (FA)                         |
| ----------------------------------------------------------------------------- | ----------------- | ------------ | ------------------------------------------------ | ----------------- |  | -------------------------------------------- | -------------------------------------------- |
| Acquisition Corps (AC)                                                        |                   |              | Air Defense Artillery (AD)                       |                   |  | Information Network Engineering (FA 26)      | Information Network Engineering (FA 26)      |
| Adjutant General's Corps (AG) Inclui Army Bands (AB)                          |                   |              | Armor Branch (AR) Inclui Cavalry (CV)            |                   |  | Information Operations (FA 30)               | Information Operations (FA 30)               |
| Aviation (AV)                                                                 |                   |              | Civil Affairs Corps (CA)                         |                   |  | Strategic Intelligence (FA 34)               | Strategic Intelligence (FA 34)               |
| Chaplain Corps (CH)                                                           |                   |              | Chemical Corps (CM)                              |                   |  | Space Operations (FA 40)                     | Space Operations (FA 40)                     |
| Cyber Corps (CY)                                                              |                   |              | Dental Corps (DC)                                |                   |  | Public Affairs Officer (FA 46)               | Public Affairs Officer (FA 46)               |
| Corps of Engineers (EN)                                                       |                   |              | Field Artillery (FA)                             |                   |  | Academy Professor (FA 47)                    | Academy Professor (FA 47)                    |
| Finance Corps (FI)                                                            |                   |              | Infantry (IN)                                    |                   |  | Foreign Area Officer (FA 48)                 | Foreign Area Officer (FA 48)                 |
| Inspector General (IG)                                                        |                   |              | Logistics (LG)                                   |                   |  | Operations Research/Systems Analysis (FA 49) | Operations Research/Systems Analysis (FA 49) |
| Judge Advocate General's Corps (JA)                                           |                   |              | Military Intelligence Corps (MI)                 |                   |  | Force Management (FA 50)                     | Force Management (FA 50)                     |
| Medical Corps (MC)                                                            |                   |              | Medical Service Corps (MS)                       |                   |  | Acquisition (FA 51)                          | Acquisition (FA 51)                          |
| Military Police Corps (MP)                                                    |                   |              | Army Nurse Corps (AN)                            |                   |  | Simulation Operations (FA 57)                | Simulation Operations (FA 57)                |
| Psychological Operations (PO)                                                 |                   |              | Medical Specialist Corps (SP)                    |                   |  | Army Marketing (FA 58)                       | Army Marketing (FA 58)                       |
| Quartermaster Corps (QM)                                                      |                   |              | Staff Specialist Corps (SS) (USAR e ARNG apenas) |                   |  | Health Services (FA 70)                      | Health Services (FA 70)                      |
| Special Forces (SF)                                                           |                   |              | Ordnance Corps (OD)                              |                   |  | Laboratory Sciences (FA 71)                  | Laboratory Sciences (FA 71)                  |
| Veterinary Corps (VC)                                                         |                   |              | Public Affairs (PA)                              |                   |  | Preventive Medicine Sciences (FA 72)         | Preventive Medicine Sciences (FA 72)         |
| Transportation Corps (TC)                                                     |                   |              | Signal Corps (SC)                                |                   |  | Behavioral Sciences (FA 73)                  | Behavioral Sciences (FA 73)                  |
| Insígnias especiais de ramos (para algumas atribuições de serviço exclusivas) |                   |              |                                                  |                   |  |                                              |                                              |
| National Guard Bureau (NGB)                                                   |                   |              | General Staff                                    |                   |  | U.S. Military Academy Staff                  |                                              |
| Chaplain Candidate                                                            |                   |              | Officer Candidate                                |                   |  | Warrant Officer Candidate                    |                                              |
| Aide-de-camp                                                                  | Aide-de-camp      | Aide-de-camp | Aide-de-camp                                     | Aide-de-camp      |  | Senior Enlisted Advisor (SEA)                | Senior Enlisted Advisor (SEA)                |

Antes de 1933, os membros da Guarda Nacional do Exército eram considerados milícias estaduais até serem mobilizados para o Exército, normalmente no início da guerra. Desde a alteração de 1933 da National Defense Act of 1916, todos os soldados da Guarda Nacional do Exército possuem duplo status. Eles servem como Guardas Nacionais sob a autoridade do governador de seu estado ou território e como membros da reserva do Exército sob a autoridade do presidente, na Guarda Nacional do Exército dos Estados Unidos.
Desde a adoção da Total Force Policy, no rescaldo da Guerra do Vietnã, os soldados da reserva assumiram um papel mais ativo nas operações militares dos Estados Unidos. Por exemplo, as unidades da Reserva e da Guarda participaram na Guerra do Golfo, na manutenção da paz no Kosovo, no Afeganistão e na invasão do Iraque em 2003.

### Comandos do Exército e comandos dos componentes do serviço militar
| Comando do Exército                                                                                                | Comandante atual                 | Localização do Quartel-General           |
| --- | -------------------------------- | ---------------------------------------- |
| United States Army Forces Command (FORSCOM)                                                                        | GEN Andrew P. Poppas             | Fort Liberty, Carolina do Norte          |
| United States Army Futures Command (AFC)                                                                           | GEN James E. Rainey              | Austin, Texas                            |
| United States Army Materiel Command (AMC)                                                                          | GEN Charles R. Hamilton          | Redstone Arsenal, Alabama                |
| United States Army Training and Doctrine Command (TRADOC)                                                          | GEN Gary M. Brito                | Fort Eustis, Virginia                    |
| Comandos de Componentes de Serviço do Exército                                                                     | Comandante atual                 | Localização do Quartel-General           |
| United States Army Central (ARCENT)/Third Army                                                                     | LTG Patrick D. Frank             | Shaw Air Force Base, Carolina do Sul     |
| United States Army Europe and Africa/Seventh Army                                                                  | GEN Darryl A. Williams           | Clay Kaserne, Wiesbaden, Alemanha        |
| United States Army North (ARNORTH)/Fifth Army                                                                      | LTG John R. Evans Jr.            | Joint Base San Antonio, Texas            |
| United States Army Pacific (USARPAC)                                                                               | GEN Charles A. Flynn             | Fort Shafter, Havaí                      |
| United States Army South (ARSOUTH)/Sixth Army                                                                      | MG William L. Thigpen            | Joint Base San Antonio, Texas            |
| Military Surface Deployment and Distribution Command (SDDC)                                                        | MG Gavin A. Lawrence             | Scott Air Force Base, Illinois           |
| United States Army Cyber Command (ARCYBER)                                                                         | LTG Maria B. Barrett             | Fort Gordon, Geórgia                     |
| United States Army Space and Missile Defense Command/United States Army Forces Strategic Command (USASMDC/ARSTRAT) | LTG Daniel L. Karbler            | Redstone Arsenal, Alabama                |
| United States Army Special Operations Command (USASOC)                                                             | LTG Jonathan P. Braga            | Fort Liberty, Carolina do Norte          |
| Quartel-General da Força Operacional                                                                               | Comandante atual                 | Localização do Quartel-General           |
| Eighth Army (EUSA)                                                                                                 | LTG Willard M. Burleson III      | Camp Humphreys, Coreia do Sul            |
| Unidades de subordinação direta                                                                                    | Comandante atual                 | Localização do Quartel-General           |
| Arlington National Cemetery e Soldiers' and Airmen's Home National Cemetery                                        | Katharine Kelley (civil)         | Condado de Arlington, Virginia           |
| Civilian Protection Center of Excellence                                                                           | Michael McNerney                 | Condado de Arlington, Virginia           |
| Military Postal Service Agency                                                                                     |                                  | Condado de Arlington, Virginia           |
| United States Army Acquisition Support Center (USAASC)                                                             | Ronald R. Richardson, Jr (civil) | Fort Belvoir, Virginia                   |
| United States Army Civilian Human Resources Agency (CHRA)                                                          | Hong Miller (civil)              | Aberdeen Proving Ground, Maryland        |
| United States Army Corps of Engineers (USACE)                                                                      | LTG Scott A. Spellmon            | Washington, D.C.                         |
| United States Army Corrections Command (ACC)                                                                       | BG Duane Miller                  | Condado de Arlington, Virginia           |
| United States Army Criminal Investigation Division (USACID)                                                        | Gregory D. Ford                  | Quantico, Virginia                       |
| United States Army Human Resources Command (HRC)                                                                   | MG Thomas R. Drew                | Fort Knox, Kentucky                      |
| United States Army Intelligence and Security Command (INSCOM)                                                      | MG Michele H. Bredenkamp         | Fort Belvoir, Virginia                   |
| United States Army Medical Command (MEDCOM)                                                                        | LTG R. Scott Dingle              | Joint Base San Antonio, Texas            |
| United States Army Military District of Washington (MDW)                                                           | MG Trevor J. Bredenkamp          | Forte Lesley J. McNair, Washington, D.C. |
| United States Army Recruiting Command (USAREC)                                                                     | MG Kevin Vereen                  | Fort Knox, Kentucky                      |
| United States Army Test and Evaluation Command (ATEC)                                                              | MG James J. Gallivan             | Aberdeen Proving Ground, Maryland        |
| United States Army War College (AWC)                                                                               | MG David C. Hill                 | Carlisle, Pensilvânia                    |
| United States Military Academy (USMA)                                                                              | LTG Steven W. Gilland            | West Point, Nova York                    |

Fonte:Understanding The Army's Structure

### Estrutura

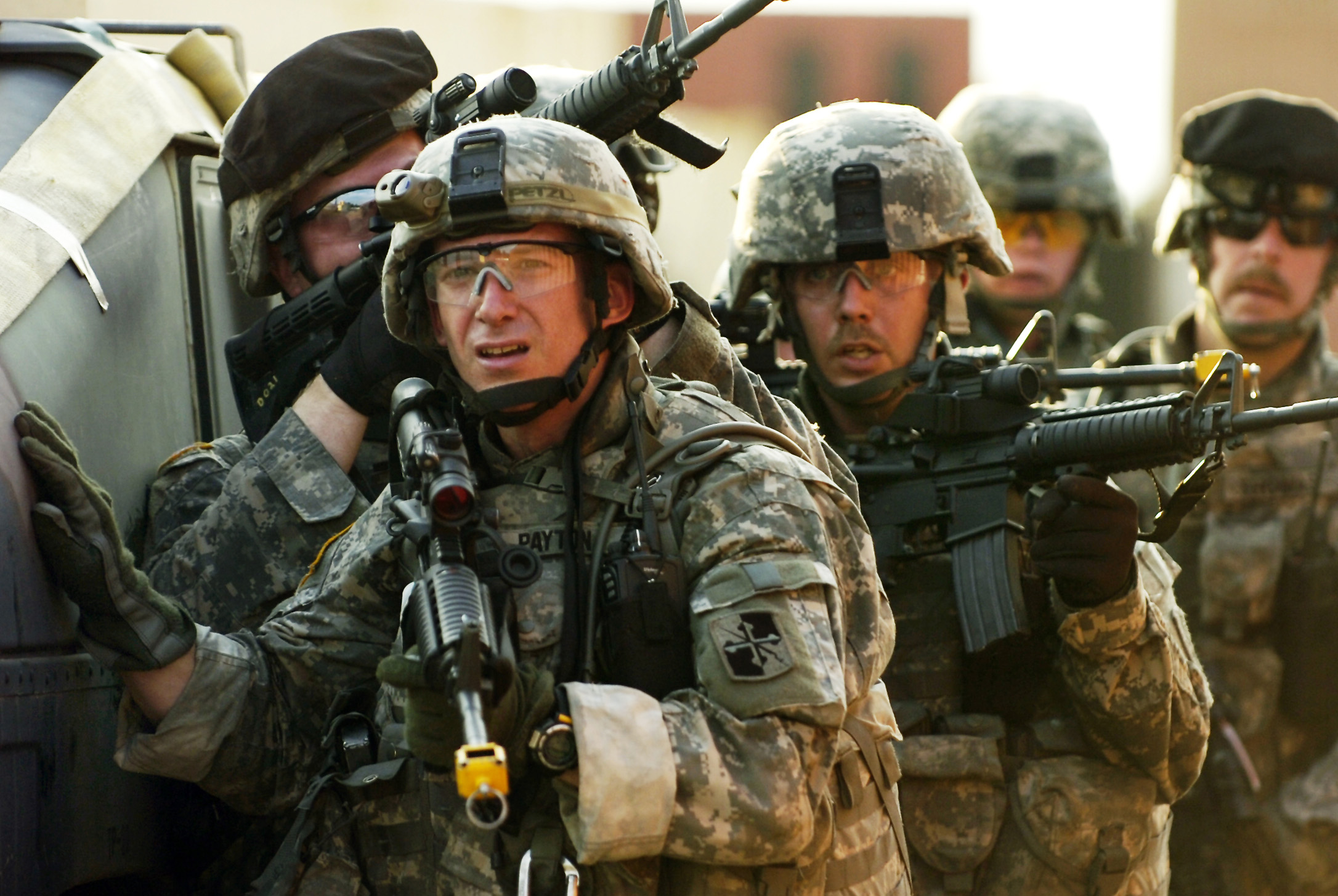
Soldados do Exército dos Estados Unidos do 1st Battalion, 175th Infantry Regiment, Guarda Nacional do Exército de Maryland, conduzindo um cordão urbano e exercício de busca como parte do programa de avaliação de treinamento e prontidão do exército na cidade simulada de Balad em Fort Dix, Nova Jersey.

O Exército dos Estados Unidos é composto por três componentes: o componente ativo: Exército Regular; e dois componentes de reserva: a Guarda Nacional do Exército e a Reserva do Exército. Ambos os componentes da reserva são compostos principalmente por soldados em tempo parcial que treinam uma vez por mês – conhecidos como Battle Assemblies ou Unit Training Assemblies (UTAs) – e realizam duas a três semanas de treinamento anual a cada ano. Tanto o Exército Regular quanto a Reserva do Exército estão organizados sob o Código dos Estados Unidos Title 10, enquanto a Guarda Nacional está organizada sob o Title 32. Embora a Guarda Nacional do Exército seja organizada, treinada e equipada como um componente do Exército dos EUA, quando não está no serviço federal, está sob o comando de governadores estaduais e territoriais individuais. No entanto, a Guarda Nacional do Distrito de Columbia reporta-se ao Presidente dos Estados Unidos, não ao prefeito do distrito, mesmo quando não é federalizada. Qualquer membro ou toda a Guarda Nacional pode ser federalizada por ordem presidencial e contra a vontade do governador.

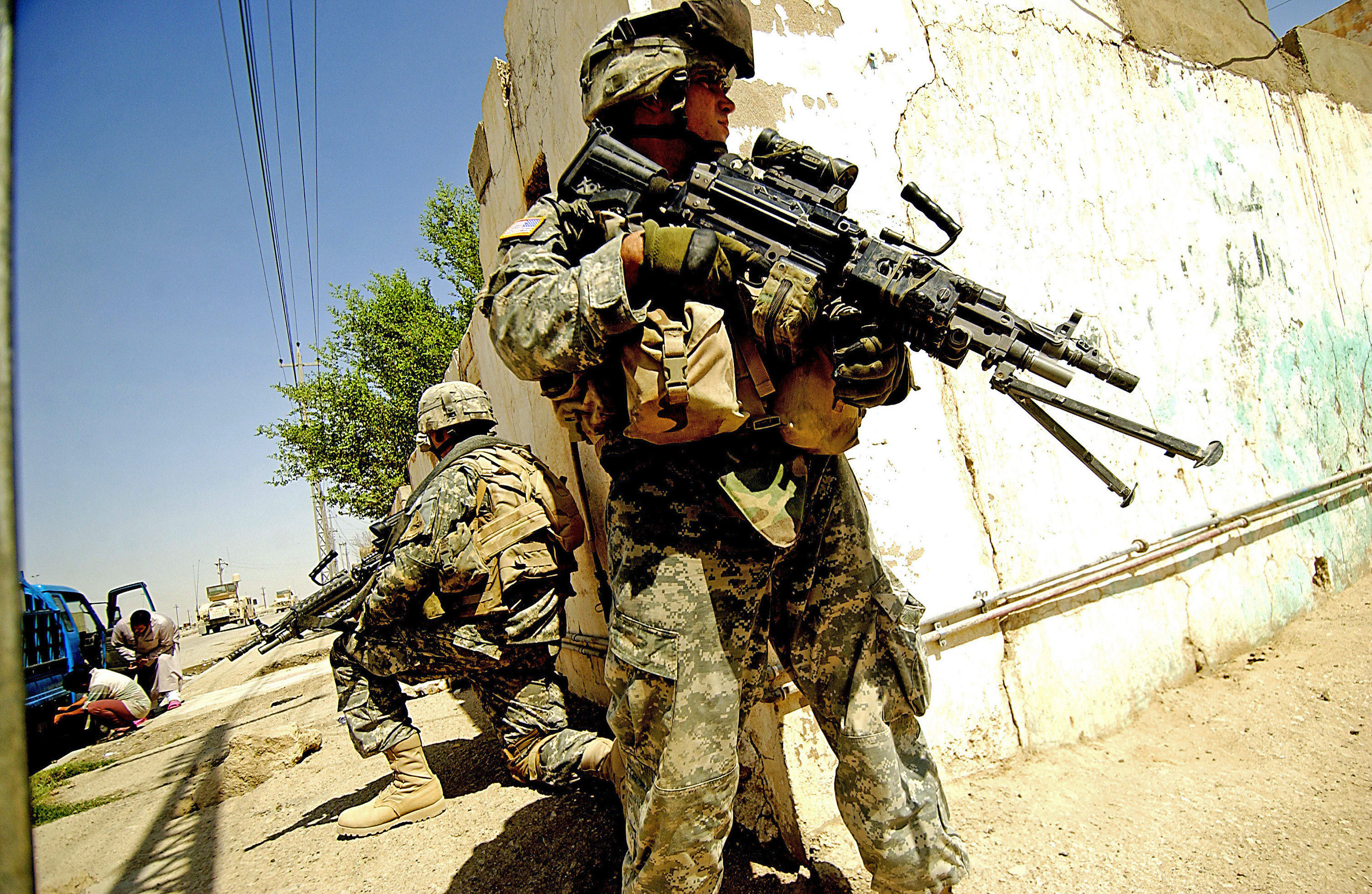
Soldados norte-americanos do 6th Infantry Regiment assumindo posições em uma esquina durante uma patrulha a pé em Ramadi, Iraque.

O Exército é liderado por um secretário civil do Exército, que tem autoridade estatutária para conduzir todos os assuntos do exército sob a autoridade, direção e controle do Secretário de Defesa. O Chefe do Estado-Maior do Exército dos Estados Unidos, que é o oficial militar de mais alta patente do Exército, atua como principal conselheiro militar e agente executivo do Secretário do Exército dos Estados Unidos, ou seja, seu chefe de serviço; e como membro do Estado-Maior Conjunto dos Estados Unidos, órgão composto pelos chefes de serviço de cada uma das quatro forças militares pertencentes ao Departamento de Defesa dos Estados Unidos que assessoram o Presidente dos Estados Unidos, o Secretário de Defesa dos Estados Unidos e o Conselho de Segurança Nacional para assuntos militares operacionais, sob a orientação do presidente e vice-presidente do Estado-Maior Conjunto.
Em 1986, a Goldwater–Nichols Act determinou que o controle operacional das forças seguisse uma cadeia de comando do presidente ao secretário de defesa diretamente aos comandantes combatentes unificados, que controlam todas as unidades das forças armadas em sua área geográfica ou de função de responsabilidade, assim os secretários dos departamentos militares (e os respectivos chefes de serviço abaixo deles) apenas têm a responsabilidade de organizar, treinar e equipar os seus componentes de serviço. O exército fornece forças treinadas aos comandantes combatentes para uso conforme orientação do secretário de defesa.

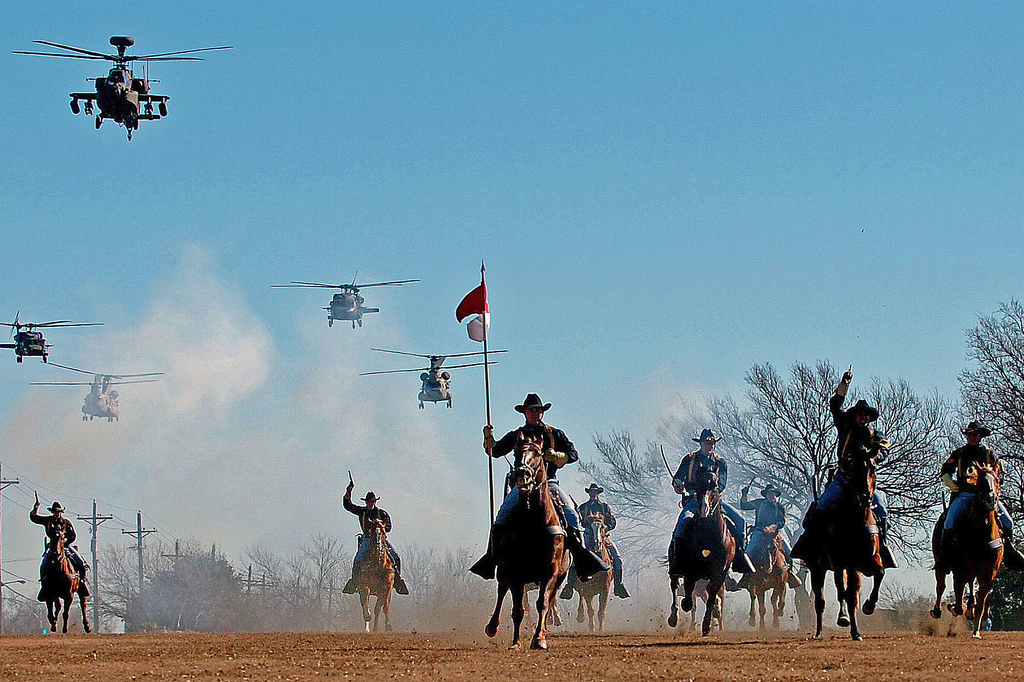
A 1st Cavalry Division Combat Aviation Brigade realizando uma carga simulada com o destacamento de cavalos.

Em 2013, o exército mudou para seis comandos geográficos que se alinham com os seis comandos combatentes unificados geográficos:
- United States Army Central com sede na Shaw Air Force Base, Carolina do Sul;
- United States Army North, com sede na Joint Base San Antonio, Texas;
- United States Army South, com sede na Joint Base San Antonio, Texas;
- United States Army Europe and Africa, com sede na Clay Kaserne, Wiesbaden, Alemanha;
- United States Army Pacific, com sede no Fort Shafter, Havaí.

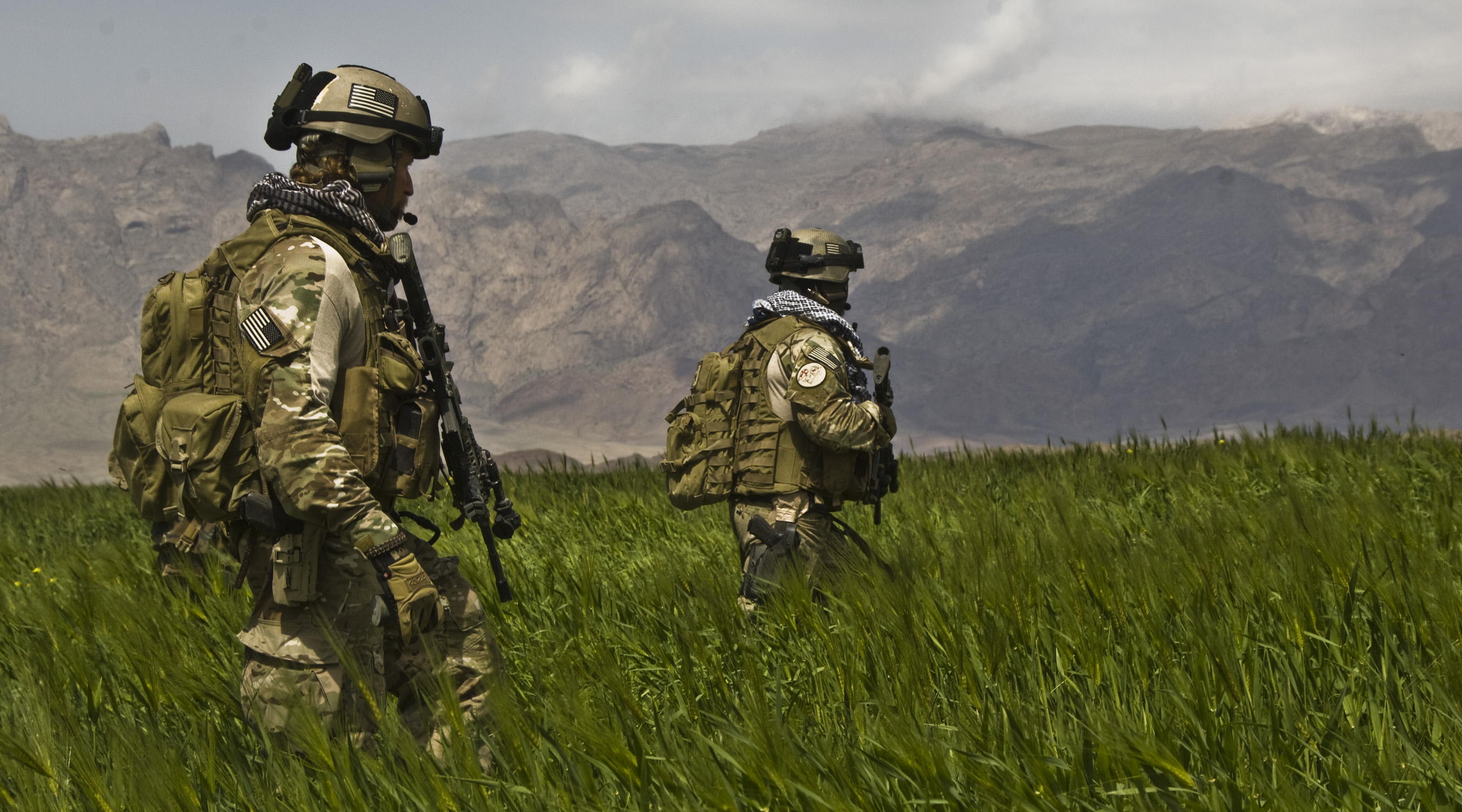
Soldados das Forças Especiais do Exército dos Estados Unidos do 3rd Special Forces Group patrulhando um campo no distrito de Gulistan, em Farah, Afeganistão.

O exército também transformou a sua unidade base de divisões em brigadas. A linhagem da divisão será mantida, mas o quartel-general da divisão poderá comandar qualquer brigada, não apenas as brigadas que carregam sua linhagem divisional. A parte central deste plano é que cada brigada será modular, ou seja, todas as brigadas do mesmo tipo serão exatamente iguais e assim qualquer brigada poderá ser comandada por qualquer divisão. Conforme especificado antes das redefinições de força final de 2013, os três principais tipos de equipes de combate de brigada são:
- Brigadas blindadas, com um efetivo de 4 743 soldados em 2014;
- Brigadas Stryker, com uma força de 4 500 soldados em 2014;
- Brigadas de infantaria, com um efetivo de 4 413 soldados em 2014.

Além disso, existem brigadas modulares de apoio ao combate e de serviço. As brigadas de apoio ao combate incluem brigadas de aviação, que virão em variedades pesadas e leves, brigadas de fogo (artilharia, agora transformadas em artilharia divisionária) e brigadas expedicionárias de inteligência militar. As brigadas de apoio ao serviço de combate incluem brigadas de sustentação e vêm em diversas variedades e desempenham a função de apoio padrão em um exército.

### Organizações de manobra de combate
A capacidade de combate convencional do Exército consiste atualmente em 11 divisões ativas e 1 quartel-general de divisão destacável (7th Infantry Division), bem como várias unidades de manobra independentes.
De 2013 a 2017, o Exército sustentou reduções organizacionais e de efetivo final após vários anos de crescimento. Em junho de 2013, o Exército anunciou planos de reduzir o tamanho para 32 brigadas de combate ativas até 2015, para corresponder à redução do efetivo em serviço ativo para 490 000 soldados. O chefe do Estado-Maior do Exército, Raymond Odierno, projetou que o Exército diminuiria para "450 000 no componente ativo, 335 000 na Guarda Nacional e 195 000 na Reserva do Exército dos Estados Unidos" até 2018. No entanto, este plano foi desmantelado pela nova administração Trump, com planos subsequentes de expandir o Exército em 16 000 soldados, para um total de 476 000 até Outubro de 2017. A Guarda Nacional e a Reserva do Exército verão uma expansão menor.
A organização de manobras do Exército foi alterada recentemente pela reorganização do Exército dos Estados Unidos no Alasca na 11th Airborne Division, transferindo as equipes de combate da 1st e 4th Brigade Combat Teams da 25th Infantry Division para um quartel-general operacional separado para refletir a missão distinta das brigadas orientada para o Ártico. Como parte da reorganização, a Stryker Brigade Combat Team 1–11 (anteriormente 1–25) será reorganizada como uma Infantry Brigade Combat Team. Após esta transição, o componente ativo BCTs contará com 11 brigadas blindadas, 6 brigadas Stryker e 14 brigadas de infantaria.
Dentro da Guarda Nacional do Exército e da Reserva do Exército dos Estados Unidos, há mais oito divisões, 27 brigadas de combate, brigadas adicionais de apoio ao combate e apoio ao serviço de combate e batalhões independentes de cavalaria, infantaria, artilharia, aviação, engenharia e apoio. A Reserva do Exército, em particular, fornece praticamente todas as unidades de operações psicológicas e de assuntos civis.
 United States Army Forces Command (FORSCOM)
| Unidades de subordinação direta           | Comandante atual           | Localização do Quartel-General       |
| ----------------------------------------- | -------------------------- | ------------------------------------ |
| I Corps                                   | LTG Xavier T. Brunson      | Joint Base Lewis-McChord, Washington |
| III Armored Corps                         | LTG Sean Bernabe           | Fort Cavazos, Texas                  |
| V Corps                                   | LTG John S. Kolasheski     | Fort Knox, Kentucky                  |
| XVIII Airborne Corps                      | LTG Christopher T. Donahue | Fort Liberty, Carolina do Norte      |
| First Army                                | MG Mark Landes Acting      | Rock Island Arsenal, Illinois        |
| United States Army Reserve Command        | LTG Jody J. Daniels        | Fort Liberty, Carolina do Norte      |
| Security Force Assistance Command         | MG Scott A. Jackson        | Fort Liberty, Carolina do Norte      |
| 20th CBRNE Command                        | BG Daryl O. Hood           | Aberdeen Proving Ground, Maryland    |
| 32nd Army Air and Missile Defense Command | BG David F. Stewart        | Fort Bliss, Texas                    |
| U.S. Army Air Traffic Services Command    | COL Jason T. Cook          | Fort Novosel, Alabama                |

| Unidades de manobra de combate ativas | Unidades de manobra de combate ativas                              | Unidades de manobra de combate ativas | Unidades de manobra de combate ativas |
| Nome                                  | Quartel-General                                                    | Subunidades | Subordinado à                         |
| ------------------------------------- | ------------------------------------------------------------------ | --- | ------------------------------------- |
| 1st Armored Division                  | Fort Bliss, Texas                                                  | 3 (Brigade Combat Team, BCTs) blindados, 1 Divisão de Artilharia (1st Armored Division Artillery, DIVARTY), 1 Brigada de Aviação de Combate (Combat Aviation Brigade, CAB) e 1 brigada de sustentação                                                                                           | III Corps                             |
| 1st Cavalry Division                  | Fort Cavazos, Texas                                                | 3 BCTs blindados, 1 DIVARTY, 1 CAB e 1 brigada de sustentação | III Corps                             |
| 1st Infantry Division                 | Fort Riley, Kansas                                                 | 2 BCTs blindados, 1 DIVARTY, 1 CAB e 1 brigada de sustentação | III Corps                             |
| 2nd Infantry Division                 | Camp Humphreys, Coreia do Sul Joint Base Lewis–McChord, Washington | 2 Stryker BCTs, 1 brigada mecanizada do Exército ROK, 1 DIVARTY (sob controle administrativo do 7º ID), 1 brigada de sustentação e um Stryker BCT estadual de outra divisão ativa que é alternada regularmente.                                                                                 | I Corps (CONUS) Eighth Army (OCONUS)  |
| 2nd Cavalry Regiment                  | Rose Barracks, Vilseck, Alemanha                                   | 4 esquadrões Stryker, 1 esquadrão de engenheiros, 1 esquadrão de fogo e 1 esquadrão de apoio | U.S. Army Europe and Africa           |
| 3rd Infantry Division                 | Fort Stewart, Geórgia                                              | 2 BCT blindados, 1 DIVARTY, 1 CAB e 1 brigada de sustentação, bem como a 48ª BCT de Infantaria da Guarda Nacional do Exército da Geórgia | XVIII Airborne Corps                  |
| 3rd Cavalry Regiment                  | Fort Cavazos, Texas                                                | 4 esquadrões Stryker, 1 esquadrão de fogo, 1 esquadrão de engenheiros e 1 esquadrão de apoio (supervisionado pela 1ª Divisão de Cavalaria) | III Corps                             |
| 4th Infantry Division                 | Fort Carson, Colorado                                              | 2 Stryker BCT, 1 BCT blindado, DIVARTY, 1 CAB e 1 brigada de sustentação | III Corps                             |
| 10th Mountain Division                | Fort Drum, Nova York                                               | 3 BCTs de infantaria, 1 DIVARTY, 1 CAB e 1 brigada de sustentação | XVIII Airborne Corps                  |
| 11th Airborne Division                | Joint Base Elmendorf–Richardson, Alasca                            | 1 BCT de infantaria airborne, 1 BCT de infantaria, 2 batalhões de aviação anexados e 1 batalhão de sustentação | I Corps                               |
| 25th Infantry Division                | Schofield Barracks, Havaí                                          | 2 BCTs de infantaria, 1 DIVARTY, 1 CAB e 1 brigada de sustentação | I Corps                               |
| 82nd Airborne Division                | Fort Liberty, Carolina do Norte                                    | 3 BCTs de infantaria aerotransportada, 1 Airborne DIVARTY, 1 Airborne CAB e 1 brigada de sustentação Airborne | XVIII Airborne Corps                  |
| 101st Airborne Division               | Fort Campbell, Kentucky                                            | 3 BCTs de infantaria, 1 DIVARTY, 1 CAB e 1 brigada de sustentação | XVIII Airborne Corps                  |
| 173rd Airborne Brigade                | Caserma Ederle, Vicenza, Itália                                    | 3 batalhões de infantaria Airborne (incluindo 1st Battalion, 143rd Infantry Regiment da Guarda Nacional do Exército do Texas e Rhode Island), 1 batalhão de artilharia de campo Airborne, 1 esquadrão de cavalaria Airborne, 1 batalhão de engenheiros Airborne, e 1 batalhão de apoio Airborne | U.S. Army Europe and Africa           |

| Unidades de manobra de combate sob a Guarda Nacional do Exército até federalizadas | Unidades de manobra de combate sob a Guarda Nacional do Exército até federalizadas | Unidades de manobra de combate sob a Guarda Nacional do Exército até federalizadas                                                                              |
| Nome                                                                               | Localização                                                                        | Subunidades |
| ---------------------------------------------------------------------------------- | ---------------------------------------------------------------------------------- | --- |
| 28th Infantry Division                                                             | Pensilvânia, Ohio e Maryland                                                       | 2nd Infantry BCT, 56th Stryker BCT, 28th CAB, 55th Maneuver Enhancement Brigade (MEB) e a 28th Infantry Division Sustainment Brigade (SB)                       |
| 29th Infantry Division                                                             | Virginia, Maryland, Carolina do Norte e Flórida                                    | 30th Armored BCT, 53rd Infantry BCT, 116th Infantry BCT, 29th CAB, 142nd Field Artillery Regiment, 29th Infantry Division SB, e a 226th MEB                     |
| 34th Infantry Division                                                             | Minnesota, Wisconsin, Iowa e Idaho                                                 | 1st Armored BCT, 2nd Infantry BCT, 32nd Infantry BCT, 116th Cavalry BCT, 115th Field Artillery Brigade, 34th CAB, 34th Infantry Division SB e a 157th MEB       |
| 35th Infantry Division                                                             | Kansas, Missouri, Illinois, Oklahoma, Geórgia, Arkansas e Nebraska                 | 33rd Infantry BCT, 39th Infantry BCT, 45th Infantry BCT, 130th Field Artillery Brigade, 35th CAB, e a 67th MEB                                                  |
| 36th Infantry Division                                                             | Texas, Louisiana e Mississippi                                                     | 56th Infantry BCT, 72nd Infantry BCT, 256th Infantry BCT, 155th Armored BCT, 278th Armored Cavalry Regiment, 36th CAB, 36th Infantry Division SB, e a 136th MEB |
| 38th Infantry Division                                                             | Indiana, Michigan, Ohio e Tennessee                                                | 37th Infantry BCT, 76th Infantry BCT, 138th Field Artillery Brigade, 38th CAB, 38th Infantry Division SB, e a 149th MEB                                         |
| 40th Infantry Division                                                             | Arizona, California, Havaí, Oregon, e Washington                                   | 29th Infantry BCT', 41st Infantry BCT, 79th Infantry BCT, 81st Stryker BCT, 40th CAB, e a 40th Infantry Division SB                                             |
| 42nd Infantry Division                                                             | Nova York, Nova Jersey e Vermont                                                   | 27th Infantry BCT, 44th Infantry BCT, 86th Infantry BCT (Mountain), 197th Field Artillery Brigade, 42nd CAB, 42nd Infantry Division SB, e a 26th MEB            |

### Forças de Operações Especiais
United States Army Special Operations Command (Airborne) (USASOC):
| Nome                                              | Quartel-General                 | Estrutura e propósito |
| ------------------------------------------------- | ------------------------------- | --- |
| 1st Special Forces Command                        | Fort Liberty, Carolina do Norte | Gerencia sete grupos de forças especiais projetados para implantar e executar nove missões doutrinárias: guerra não convencional, defesa interna estrangeira, ação direta, contrainsurgência, reconhecimento especial, contraterrorismo, operações de informação, contraproliferação de armas de destruição em massa e assistência às forças de segurança. O comando também gere dois grupos de operações psicológicas – encarregados de trabalhar com nações estrangeiras para induzir ou reforçar comportamentos favoráveis aos objetivos dos Estados Unidos – uma brigada de assuntos civis – que permite aos comandantes militares e embaixadores dos Estados Unidos melhorar as relações com várias partes interessadas através de cinco batalhões – e uma brigada de apoio. brigada — que fornece apoio ao serviço de combate e unidades de apoio à saúde de combate por meio de três batalhões distintos. |
| Army Special Operations Aviation Command          | Fort Liberty, Carolina do Norte | Comanda, organiza, equipa, treina, recursos e equipa unidades de aviação de operações especiais do Exército para fornecer apoio de aviação de operações especiais responsivo às forças de operações especiais compostas por cinco unidades, incluindo o 160th Special Operations Aviation Regiment (Airborne) |
| 75th Ranger Regiment                              | Fort Moore, Geórgia             | Além de um quartel-general regimental, um batalhão de tropas especiais e um batalhão de inteligência militar, o 75th Ranger Regiment tem três batalhões de manobra de infantaria airborne de elite especializados em operações conjuntas de entrada forçada em grande escala e ataques de alvos de precisão. Capacidades adicionais incluem reconhecimento especial, assalto aéreo e ataques de ação direta, capturando terrenos importantes, como campos de aviação, destruindo ou protegendo instalações estratégicas e capturando ou matando inimigos da Nação. O 75th Ranger Regiment também ajuda a desenvolver equipamentos, tecnologias, treinamento e prontidão que preenchem a lacuna entre as operações especiais e as organizações tradicionais de manobras de combate. |
| John F. Kennedy Special Warfare Center and School | Fort Liberty, Carolina do Norte | Seleciona e treina soldados de forças especiais, assuntos civis e operações psicológicas que consistem em dois grupos e outras unidades e escritórios de treinamento diversos. |
| 1st Special Forces Operational Detachment-Delta   | Fort Liberty, Carolina do Norte | Comumente chamada de Delta Force, Combat Applications Group (CAG), The Unit, Army Compartmented Element (ACE) ou Task Force Green, SFOD–D é a Unidade de Missão Especial Tier 1 do Exército dos Estados Unidos encarregada de executar as tarefas mais complexas, missões classificadas e perigosas dirigidas pela National Command Authority. Sob o controle do Joint Special Operations Command, o SFOD-D é especializado em resgate de reféns, contraterrorismo, ação direta e reconhecimento especial contra alvos de alto valor por meio de oito esquadrões: quatro de assalto, um de aviação, um clandestino, um de apoio ao combate e um de apoio ao combate. um descarte nuclear. |

## Pessoal

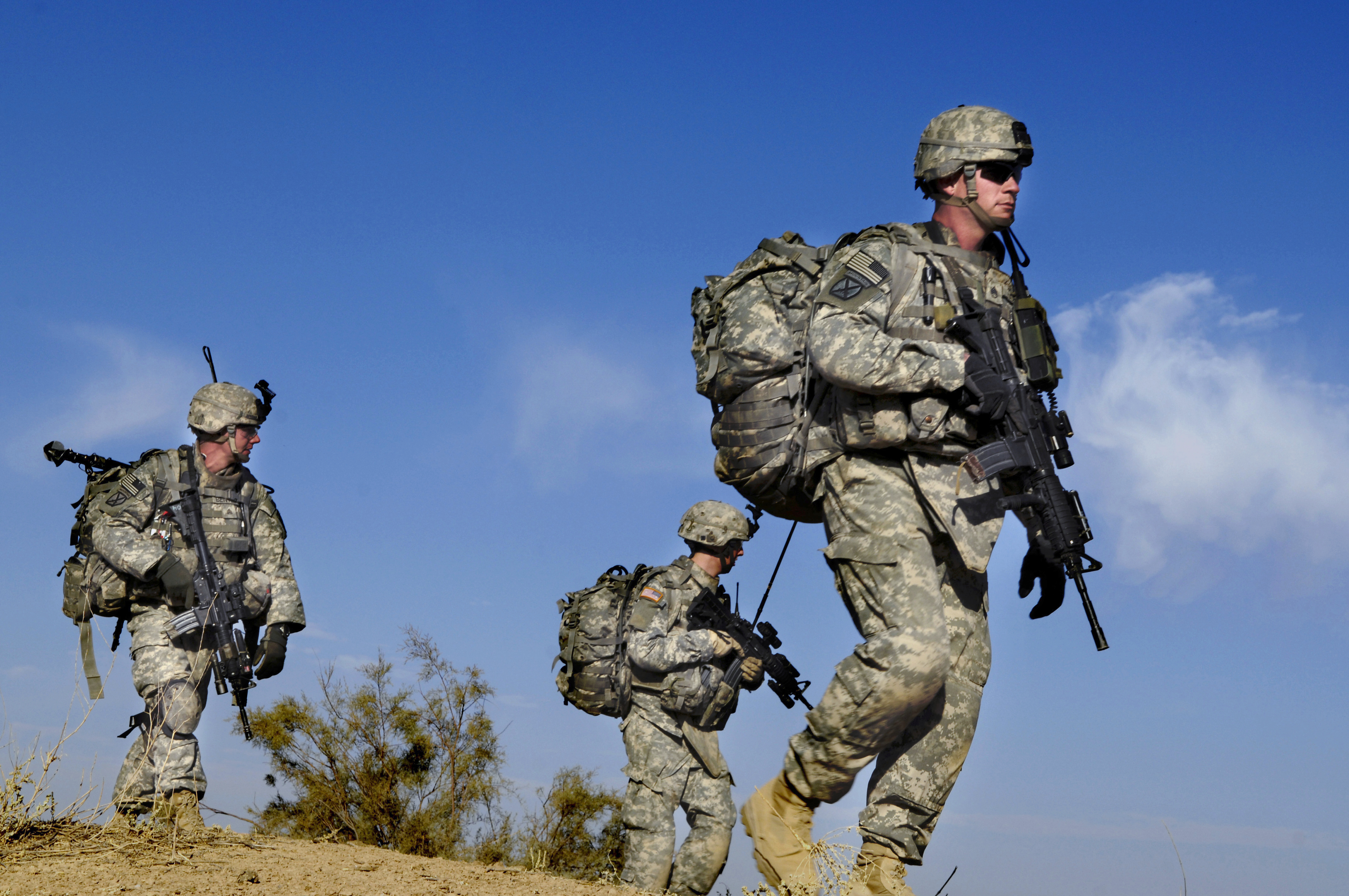
Soldados da 10th Mountain Division marchando com equipamento completo.

A Army's Talent Management Task Force (TMTF) implantou IPPS-A,, o Integrated Personnel and Pay System — Army, um aplicativo que atende a Guarda Nacional e, em 17 de janeiro de 2023, a Reserva do Exército e o Exército Ativo. Os soldados foram lembrados de atualizarem as suas informações utilizando os sistemas legados para manterem atualizadas as informações sobre a folha de pagamento e o pessoal até dezembro de 2021. O IPPS-A é o sistema de Recursos Humanos do Exército, já está disponível para download para Android ou iOS. Será usado para promoções futuras e outras decisões de pessoal. Entre as mudanças estão:
- BCAP — Battalion Commander Assessment Program.[203] Em janeiro de 2020, mais de 800 majores e tenentes-coronéis de todo o Exército convergiram para Fort Knox para participar de um programa de cinco dias para selecionar os próximos comandantes de batalhão do Exército (começando no exercício financeiro de 2021).[204] Este processo substitui o anterior processo de seleção que se baseava exclusivamente na classificação e nas avaliações individuais do desempenho passado. A partir de agora, será dada mais consideração às preferências pessoais de cada oficial, como parte de outros 25 critérios de seleção.[205] “Os conselhos de promoção agora poderão ver quase todas as informações adversas fundamentadas”.[206] Os conselhos de promoção poderão ver qualquer coisa no registro de recursos humanos de um oficial. Os agentes são incentivados a familiarizarem-se com o seu registo de recursos humanos e a apresentarem refutações a informações adversas.[206]
- Dependendo do sucesso desta iniciativa, outros programas de avaliação poderão ser instituídos também, para promoção a sargentos-mor,[207] e para avaliação de coronéis para comando.[208]

Abaixo estão as patentes do Exército dos Estados Unidos autorizadas para uso hoje e suas designações equivalentes da OTAN. Embora nenhum oficial vivo ocupe atualmente o posto de General de Exército, ele ainda é autorizado pelo Congresso para uso em tempos de guerra.

### Oficiais
Existem vários caminhos para se tornar um oficial comissionado incluindo a United States Military Academy, o Reserve Officers' Training Corps, a Officer Candidate School e o comissionamento direto. Independentemente do caminho que um oficial tome, as insígnias são as mesmas. Certas profissões, incluindo médicos, farmacêuticos, enfermeiros, advogados e capelães, são comissionadas diretamente no Exército.
A maioria dos oficiais comissionados do exército (aqueles que são generalistas) são promovidos com base em um sistema "up or out". Está em curso um processo de gestão de talentos mais flexível. A Defense Officer Personnel Management Act de 1980 estabelece regras para o momento das promoções e limita o número de oficiais que podem servir a qualquer momento.
Os regulamentos do Exército exigem que todo o pessoal com patente de General seja tratado como "General (sobrenome)", independentemente do número de estrelas. Da mesma forma, tanto os Coronéis quanto os Tenentes-coronéis são tratados como "Coronel (sobrenome)" e os primeiros e segundos-tenentes como "Tenente (sobrenome)".
| Nível Salarial Dep. Defesa            | Especial            | O–10    | O–9             | O–8           | O–7                | O–6     | O–5             | O–4   | O–3     | O–2              | O–1             |
| Código da OTAN                        | OF–10               | OF–9    | OF–8            | OF–7          | OF–6               | OF–5    | OF–4            | OF–3  | OF–2    | OF–1             | OF–1            |
| ------------------------------------- | ------------------- | ------- | --------------- | ------------- | ------------------ | ------- | --------------- | ----- | ------- | ---------------- | --------------- |
| Insígnia                              |                     |         |                 |               |                    |         |                 |       |         |                  |                 |
| Uniforme de serviço verde do Exército |                     |         |                 |               |                    |         |                 |       |         |                  |                 |
| Título                                | General de Exército | General | Tenente-general | Major-general | General de brigada | Coronel | Tenente-coronel | Major | Capitão | Primeiro-tenente | Segundo-tenente |
| Abreviação                            | GA                  | GEN     | LTG             | MG            | BG                 | COL     | LTC             | MAJ   | CPT     | 1LT              | 2LT             |

### Subtenentes
Subtenentes (Warrant Officers) são oficiais especializados e de carreira única, com experiência no assunto em uma área específica. Eles são inicialmente nomeados como subtenentes (no posto de WO1) pelo Secretário do Exército dos Estados Unidos, mas recebem sua comissão após a promoção a subtenente dois (CW2).
Por regulamento, os subtenentes são tratados como "Sr. (sobrenome)" ou "Sra. (sobrenome)" pelos oficiais superiores e como "senhor" ou "senhora" por todo o pessoal alistado. No entanto, muitos funcionários tratam os subtenentes como "Chefe (sobrenome)" dentro de suas unidades, independentemente da posição.
| Nível Salarial Dep. Defesa | W–5          | W–4          | W–3          | W–2          | W–1          |
| Código da OTAN             | WO–5         | WO–4         | WO–3         | WO–2         | WO–1         |
| -------------------------- | ------------ | ------------ | ------------ | ------------ | ------------ |
| Insígnia                   |              |              |              |              |              |
| Título                     | Subtenente 5 | Subtenente 4 | Subtenente 3 | Subtenente 2 | Subtenente 1 |
| Abreviação                 | CW5          | CW4          | CW3          | CW2          | WO1          |

### Alistados
Sargentos e cabos são chamados de sargentos, abreviação de suboficiais. Isso distingue os cabos dos especialistas mais numerosos que têm o mesmo nível salarial, mas não exercem responsabilidades de liderança. Desde 2021, todos os cabos são obrigados a realizar autodesenvolvimento estruturado para as patentes de suboficiais, concluindo o curso básico de líder (basic leader course, BLC), ou então serão designados lateralmente como especialistas. Os especialistas que concluíram o BLC e que foram recomendados para promoção terão permissão para usar a patente corporal antes de serem promovidos como suboficiais recomendados.
Os praças (Privates) e praças de primeira classe (Privates First Class) (E3) são tratados como "Soldado (sobrenome)", os especialistas como "Especialista (sobrenome)", os cabos como "Cabo (sobrenome)" e os sargentos, sargentos, sargentos de primeira classe e sargentos mestres todos como "Sargento (sobrenome)". Os primeiros sargentos são tratados como "Primeiro Sargento (sobrenome)" e os sargentos-mor e sargentos-mor de comando são tratados como "Sargento-mor (sobrenome)".
| Nível Salarial Dep. Defesa      | Especial                                  | Especial                 | E–9                     | E–9           | E–8               | E–8             | E–7                      | E–6             | E–5      | E–4  | E–4          | E–3                        | E–2     | E–1          |
| Código da OTAN                  | OR–9                                      | OR–9                     | OR–9                    | OR–9          | OR–8              | OR–8            | OR–7                     | OR–6            | OR–5     | OR–4 | OR–4         | OR–3                       | OR–2    | OR–1         |
| ------------------------------- | ----------------------------------------- | ------------------------ | ----------------------- | ------------- | ----------------- | --------------- | ------------------------ | --------------- | -------- | ---- | ------------ | -------------------------- | ------- | ------------ |
| Insígnia do Uniforme de Serviço |                                           |                          |                         |               |                   |                 |                          |                 |          |      |              |                            |         | Sem insígnia |
| Título                          | Conselheiro Alistado Sênior do Presidente | Sargento-Mor do Exército | Sargento-mor do Comando | Sargento- mor | Primeiro Sargento | Sargento Mestre | Sargento primeira classe | Sargento Sênior | Sargento | Cabo | Especialista | Soldado de primeira classe | Soldado | Soldado      |
| Abreviação                      | SEAC                                      | SMA                      | CSM                     | SGM           | 1SG               | MSG             | SFC                      | SSG             | SGT      | CPL  | SPC          | PFC                        | PV2     | PV1          |

### Treinamento

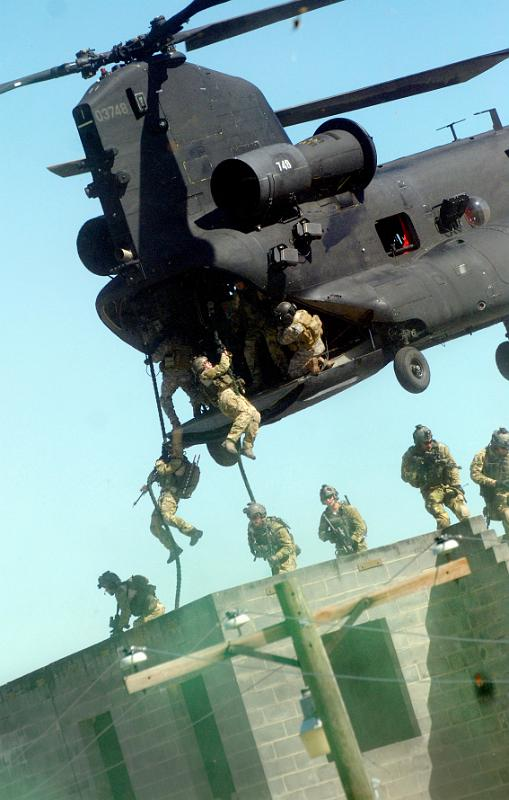
Militares treinando descida de um helicóptero MH-47 durante um exercício de treinamento no Forte Bragg.

O treinamento no Exército é geralmente dividido em duas categorias – individual e coletivo. Os Military Occupational Specialties (MOSs) de alguns recrutas variam de 14 a 20 semanas de One Station Unit Training (OSUT), que combina Treinamento Básico e Advanced Individualized Training (AIT). A duração da escola AIT varia de acordo com o MOS. O tempo gasto no AIT depende do MOS do soldado. Certos treinamentos MOS altamente técnicos requerem muitos meses (por exemplo, tradutores de línguas estrangeiras). Dependendo das necessidades do exército, o Basic Combat Training (BCT) para soldados com armas de combate é realizado em vários locais, mas dois dos mais antigos são a Armor School e a Infantry School, ambas em Fort Moore, Geórgia. O programa piloto de soldados de infantaria para One Station Unit Training (OSUT) se estende por 8 semanas além do Treinamento Básico e AIT, para 22 semanas. O piloto, projetado para aumentar a prontidão da infantaria, terminou em dezembro de 2018. O novo OSUT de Infantaria cobria a metralhadora M240, bem como a arma automática do esquadrão M249. O OSUT de infantaria redesenhado começou em 2019. Dependendo do resultado do piloto de 2018, os OSUTs também poderiam estender o treinamento em outras armas de combate além da infantaria. One Station Unit Training será estendido para 22 semanas para Armor até o ano fiscal de 2021. OSUTs adicionais estão se expandindo para Cavalaria, Engenheiros e Polícia Militar (PM) nos anos fiscais seguintes.

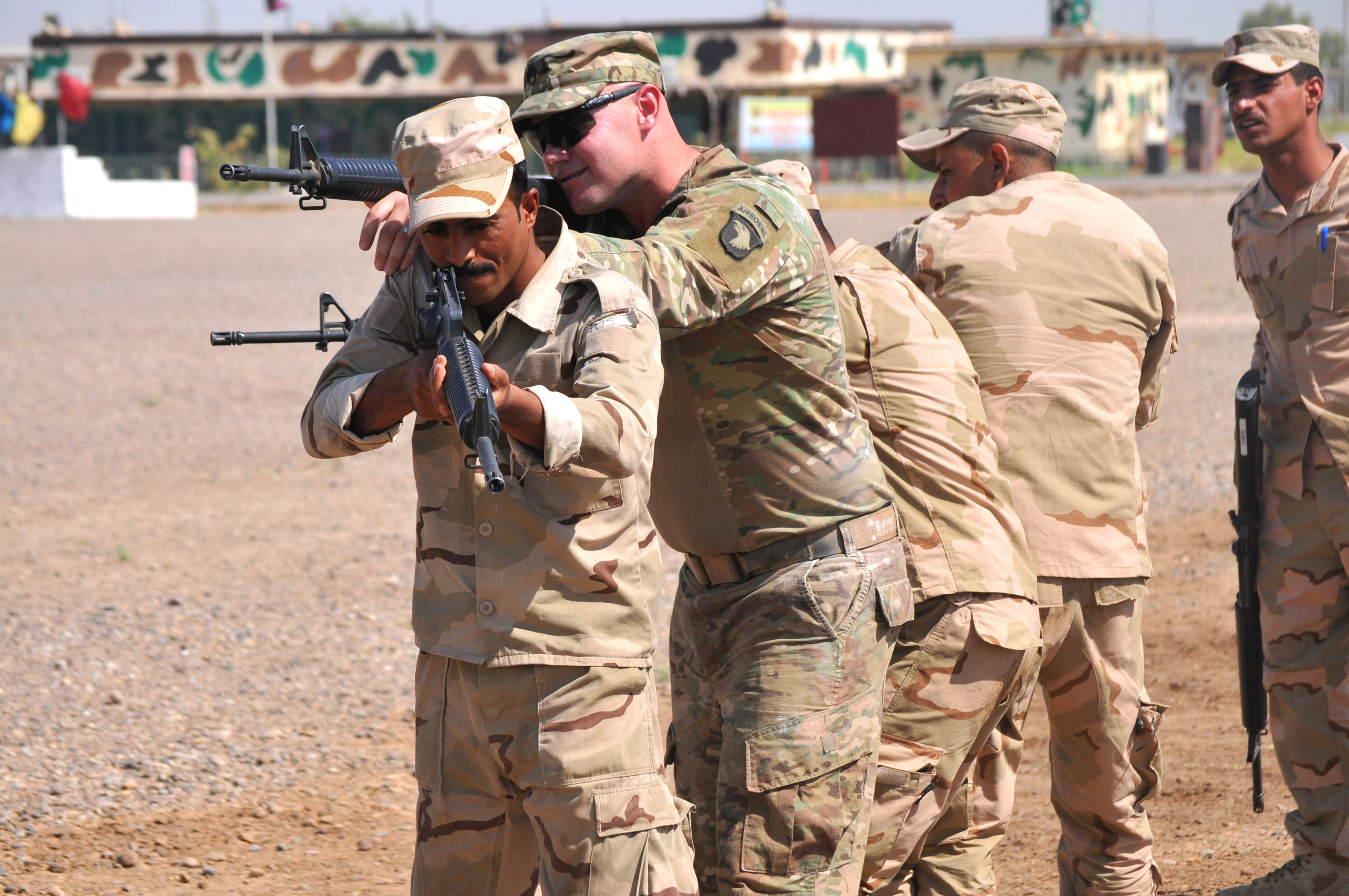
Um treinador da Company A, 1st Battalion 502nd Infantry Regiment, Task Force Strike, 101st Airborne Division auxiliando estudantes do exército iraquiano durante um exercício de limpeza de sala em Camp Taji, Iraque, em 18 de julho de 2016.

Foi instituída uma nova missão de treinamento para oficiais subalternos, para que sirvam como líderes de pelotão para pelotões de BCT. Esses tenentes assumirão muitas das tarefas administrativas, logísticas e do dia-a-dia anteriormente executadas pelos sargentos desses pelotões e espera-se que "liderem, treinem e ajudem a manter e aumentar o moral, o bem-estar e a prontidão" de os sargentos e seus pelotões BCT. Espera-se também que esses tenentes evitem quaisquer comportamentos inadequados que testemunhem em seus pelotões, para liberar os sargentos para treinamento.
O United States Army Combat Fitness Test (ACFT) foi introduzido em 2018 para 60 batalhões espalhados por todo o Exército. O sistema de teste e pontuação é o mesmo para todos os soldados, independentemente do sexo. Demora uma hora para ser concluído, incluindo períodos de descanso. O ACFT substitui o Army Physical Fitness Test (APFT), como sendo mais relevante para a sobrevivência em combate. Foram determinados seis eventos para melhor prever quais grupos musculares do corpo estavam adequadamente condicionados para ações de combate: três levantamento terra, um lançamento poderoso de uma medicine ball de cinco quilos, flexões de liberação manual (que substituem a flexão tradicional), um evento de sprint/arrastar/carregar 250 jardas, três flexões com dobras nas pernas (ou um teste de prancha em vez da dobra das pernas), um período de descanso obrigatório e uma corrida de três quilômetros. Desde 1 de outubro de 2020, todos os soldados de todos os três componentes (Exército Regular, Reserva e Guarda Nacional) estão sujeitos a este teste. A ACFT agora testa todos os soldados em treinamento básico a partir de outubro de 2020. A ACFT tornou-se o teste oficial registrado em 1 de outubro de 2020; antes daquele dia, todas as unidades do Exército eram obrigadas a completar um diagnóstico ACFT (Todos os soldados com pontuações APFT válidas podem usá-los até março de 2022. O Holistic Health and Fitness System (H2F) é uma forma de os soldados se prepararem). Os movimentos da ACFT traduzem-se diretamente em movimentos no campo de batalha. Após a sua formação básica e avançada a nível individual, os soldados podem optar por continuar a sua formação e candidatar-se a um "additional skill identifier" (ASI). A ASI permite que o exército pegue um MOS abrangente e concentre-o em um MOS mais específico. Por exemplo, um médico combatente, cujas funções são fornecer tratamento de emergência pré-hospitalar, pode receber treinamento ASI para se tornar um especialista cardiovascular, um especialista em diálise ou mesmo um enfermeiro prático licenciado. Para oficiais comissionados, o treinamento inclui treinamento de pré-comissionamento, conhecido como Basic Officer Leader Course A, na USMA ou via ROTC, ou pela conclusão do OCS. Após o comissionamento, os oficiais passam por treinamento específico do ramo no Basic Officer Leaders Course B, (anteriormente denominado Officer Basic Course), que varia em tempo e local de acordo com suas futuras atribuições. Os oficiais continuarão a frequentar formação padronizada em diferentes fases das suas carreiras.

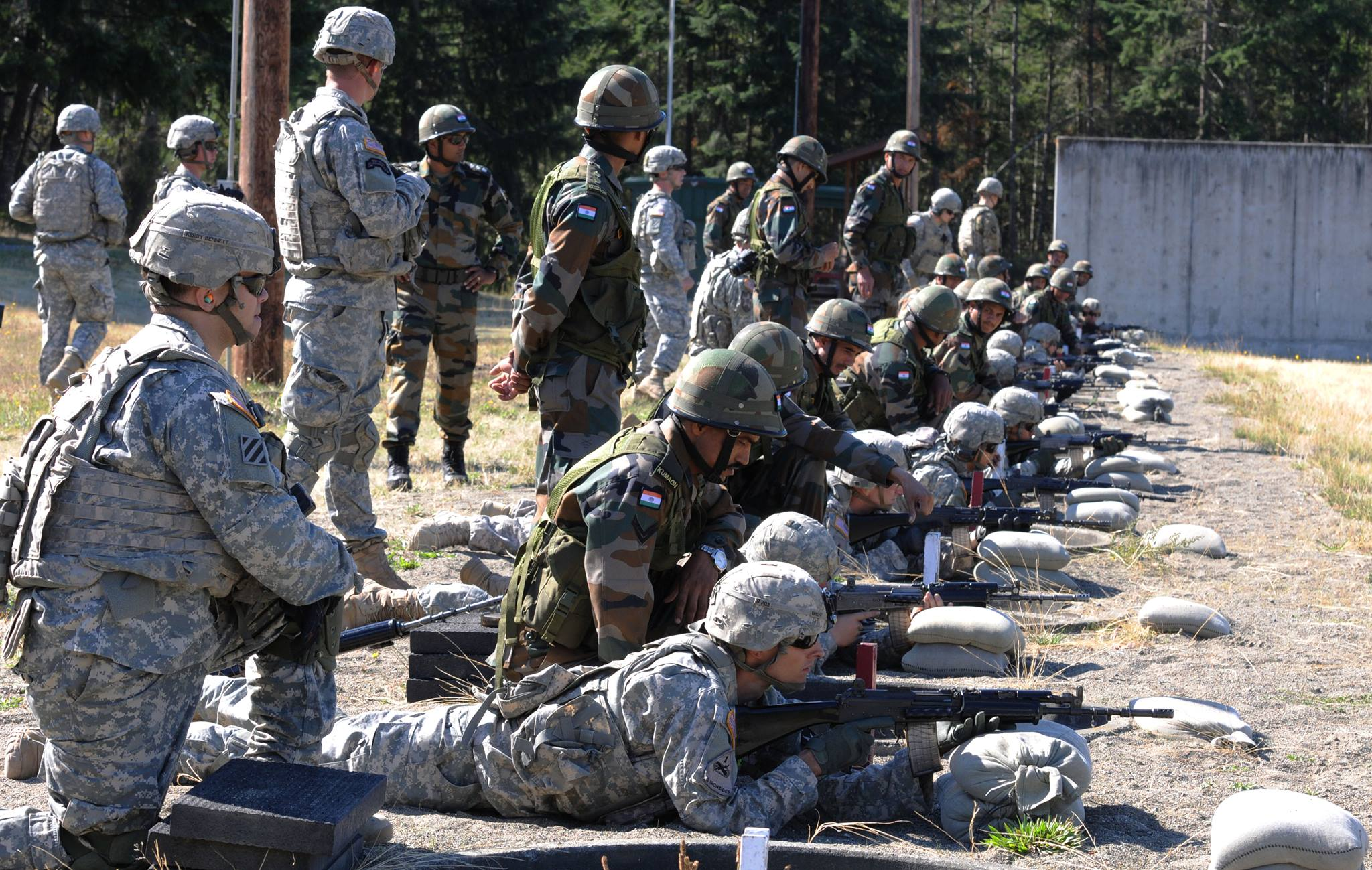
Soldados do Exército se familiarizando com o mais recente INSAS 1B1 durante o exercício Yudh Abhyas 2015.

O treinamento coletivo em nível de unidade ocorre no posto designado da unidade, mas o treinamento mais intensivo em escalões superiores é realizado nos três Combat Training Centers (CTC); o National Training Center (NTC) em Fort Irwin, Califórnia, o Readiness Training Center (JRTC) em Fort Polk, Louisiana e o Joint Multinational Training Center (JMRC) na Hohenfels Training Area em Hohenfels e Grafenwöhr, Alemanha. ReARMM é o processo de Army Force Generation aprovado em 2020 para atender à necessidade de reabastecimento contínuo de forças para desdobramento, em nível de unidade e para outros escalões, conforme exigido pela missão. O reabastecimento em nível individual ainda requer treinamento em nível de unidade, que é conduzido no replacement center (CRC) Continental U.S. (CONUS) em Fort Bliss, no Novo México e no Texas, antes de sua implantação individual.
O Chefe do Estado-Maior do Exército dos Estados Unidos Milley observa que o Exército está subotimizado para treinamento em regiões de clima frio, selvas, montanhas ou áreas urbanas onde, em contraste, o Exército se sai bem quando treina em desertos ou terrenos ondulados. Após o 11 de setembro, o treinamento em nível de unidade do Exército foi para contrainsurgência (COIN); em 2014–2017, a formação passou a ser uma formação para ações decisivas.

## Equipamentos
O Chefe do Estado-Maior do Exército identificou seis prioridades de modernização, em ordem: artilharia, veículos terrestres, aeronaves, rede, defesa aérea/mísseis e letalidade dos soldados.

### Armas

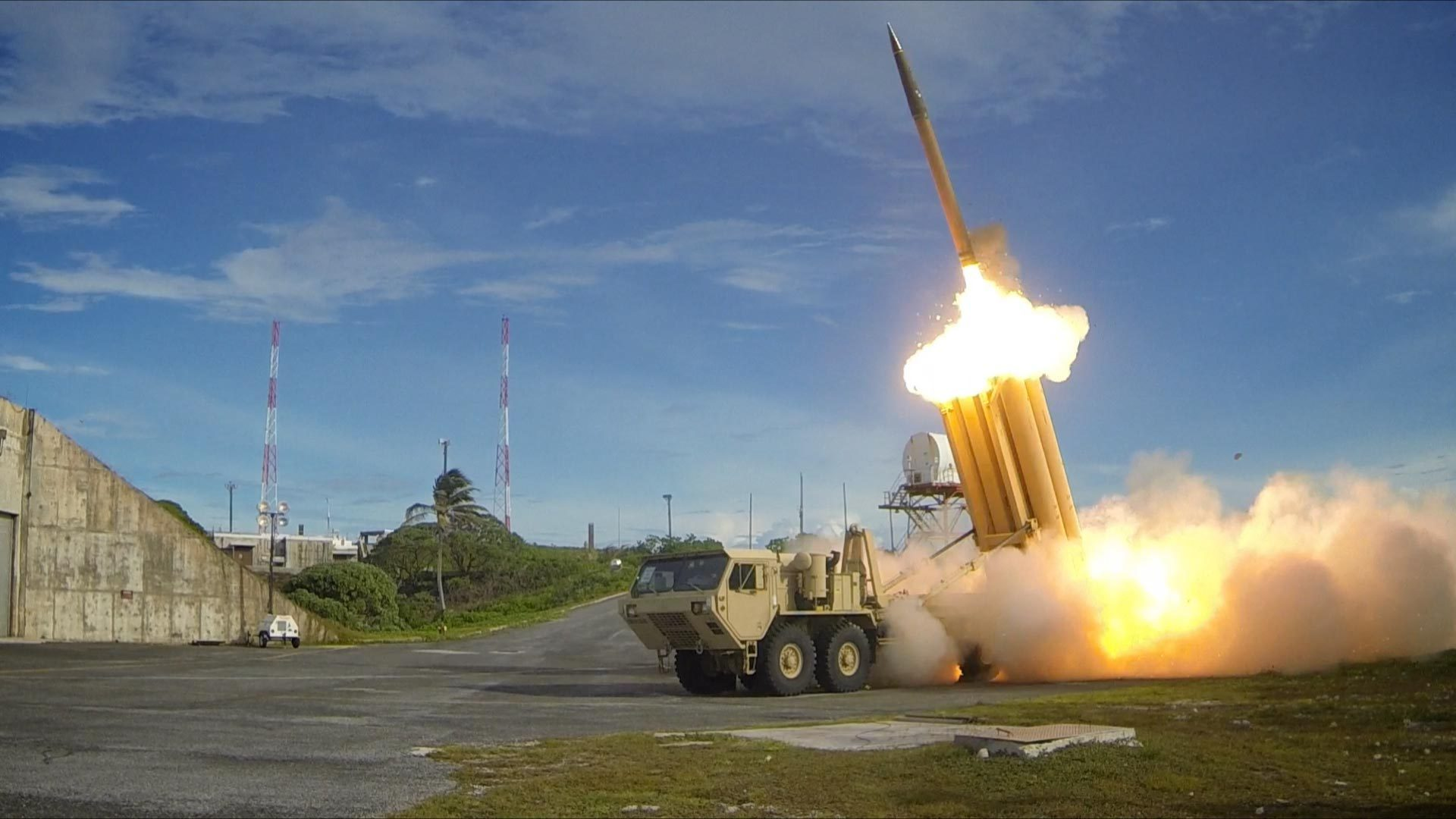
Um sistema Lockheed Martin Terminal High Altitude Area Defense (THAAD) usado para proteção contra mísseis balísticos.

#### Armas individuais
O Exército dos Estados Unidos emprega várias armas para fornecer poder de fogo leve em curtas distâncias. O tipo de arma mais comum usado pelo exército é a carabina M4, uma variante compacta do rifle M16, junto com a variante 7,62 × 51 mm do FN SCAR para os Army Rangers. A principal arma do Exército é a pistola Beretta M9 de 9 mm; a pistola M11 também é usada. Ambas as armas serão substituídas pela SIG Sauer M17 através do programa Modular Handgun System. Os soldados também estão equipados com várias granadas de mão, como a granada de fragmentação M67 e a granada de fumaça M18.

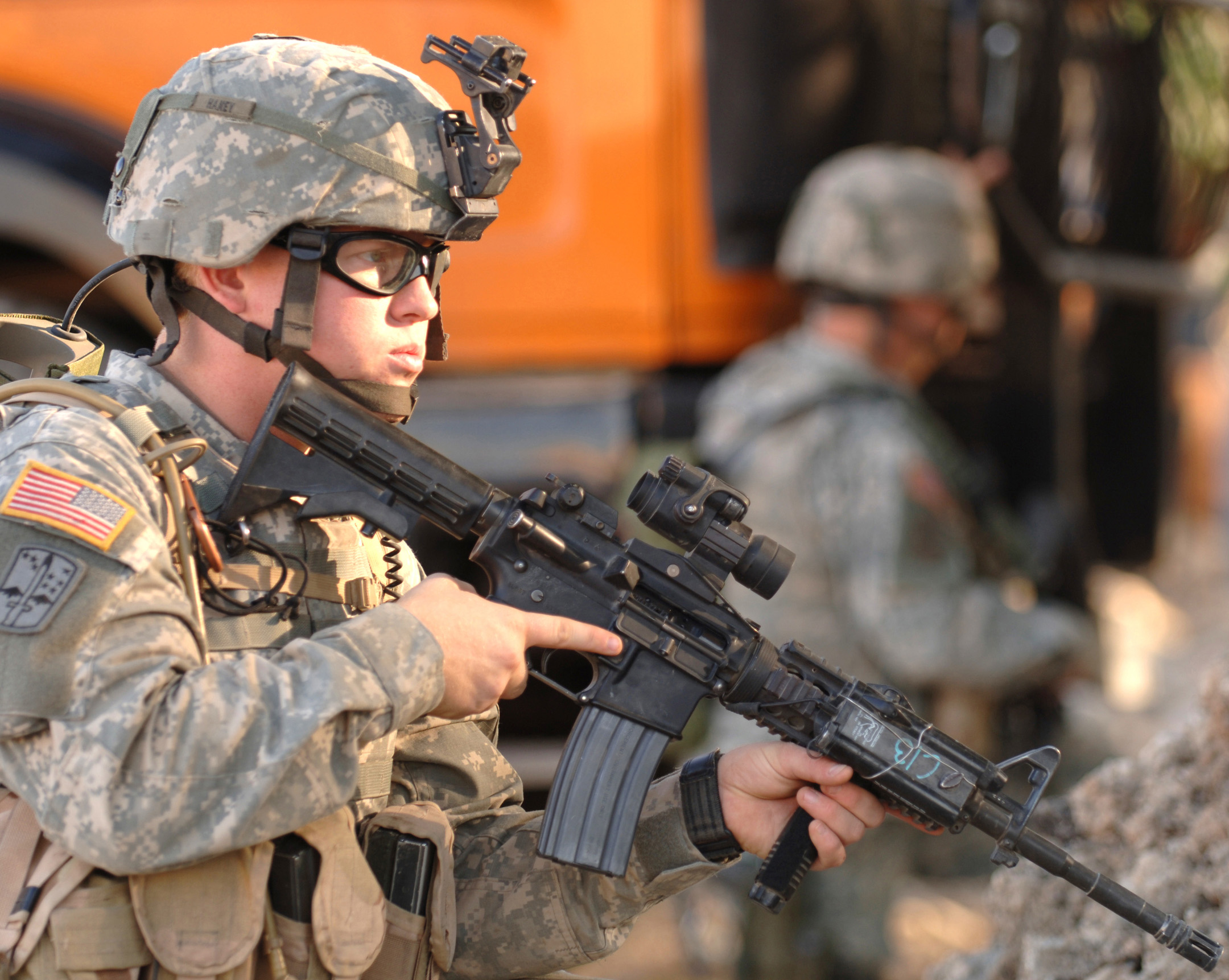
Um soldado americano armado com seu fuzil M4, padrão das forças armadas.

Muitas unidades são complementadas com uma variedade de armas especializadas, incluindo a M249 SAW (Squad Automatic Weapon), para fornecer fogo supressivo em nível de esquadrão. O fogo indireto é fornecido pelo lançador de granadas M320. A espingarda de combate de serviço conjunto M1014 ou a espingarda Mossberg 590 são usadas para arrombamento de portas e combate corpo a corpo. O M14EBR é usado por atiradores designados. Os atiradores de elite usam o rifle de precisão de longo alcance M107, o rifle de precisão aprimorado M2010 e o rifle de precisão semiautomático M110.

#### Armas de apoio

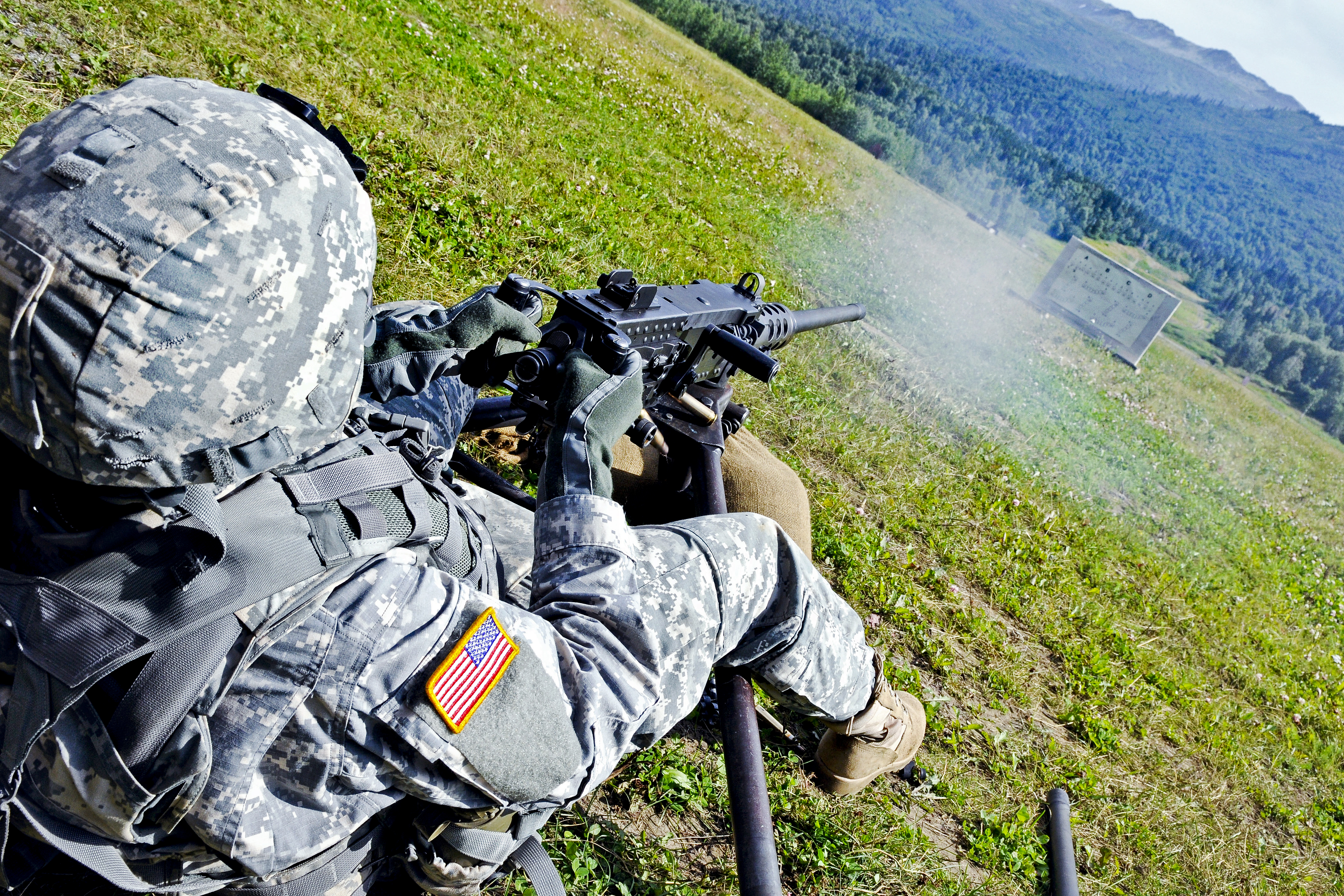
Um militar estadunidense praticando com sua metralhadora M2.

O exército emprega várias armas servidas pela tripulação para fornecer poder de fogo pesado em distâncias que excedem as armas individuais.
A M240 é a metralhadora média padrão do Exército dos Estados Unidos. A metralhadora pesada M2 é geralmente usada como metralhadora montada em veículo. Da mesma forma, a metralhadora granada MK 19 de 40 mm é usada principalmente por unidades motorizadas.
O Exército usa três tipos de morteiros para apoio de fogo indireto quando a artilharia mais pesada pode não ser apropriada ou disponível. O menor deles é o M224 de 60 mm, normalmente atribuído ao nível de companhia de infantaria. No próximo escalão superior, os batalhões de infantaria são normalmente apoiados por uma seção de morteiros M252 de 81 mm. O maior morteiro no inventário do exército é o M120/M121 de 120 mm, geralmente empregado por unidades mecanizadas.
O apoio de fogo para unidades de infantaria leve é fornecido por obuseiros rebocados, incluindo o M119A1 de 105 mm e o M777 de 155 mm.
O Exército utiliza uma variedade de foguetes e mísseis de disparo direto para fornecer à infantaria capacidade antiblindagem. O AT-4 é um projétil não guiado que pode destruir armaduras e bunkers a distâncias de até 500 metros. O FIM-92 Stinger é um míssil antiaéreo lançado pelo ombro e que busca calor. O FGM-148 Javelin e o BGM-71 TOW são mísseis guiados antitanque.

### Veículos

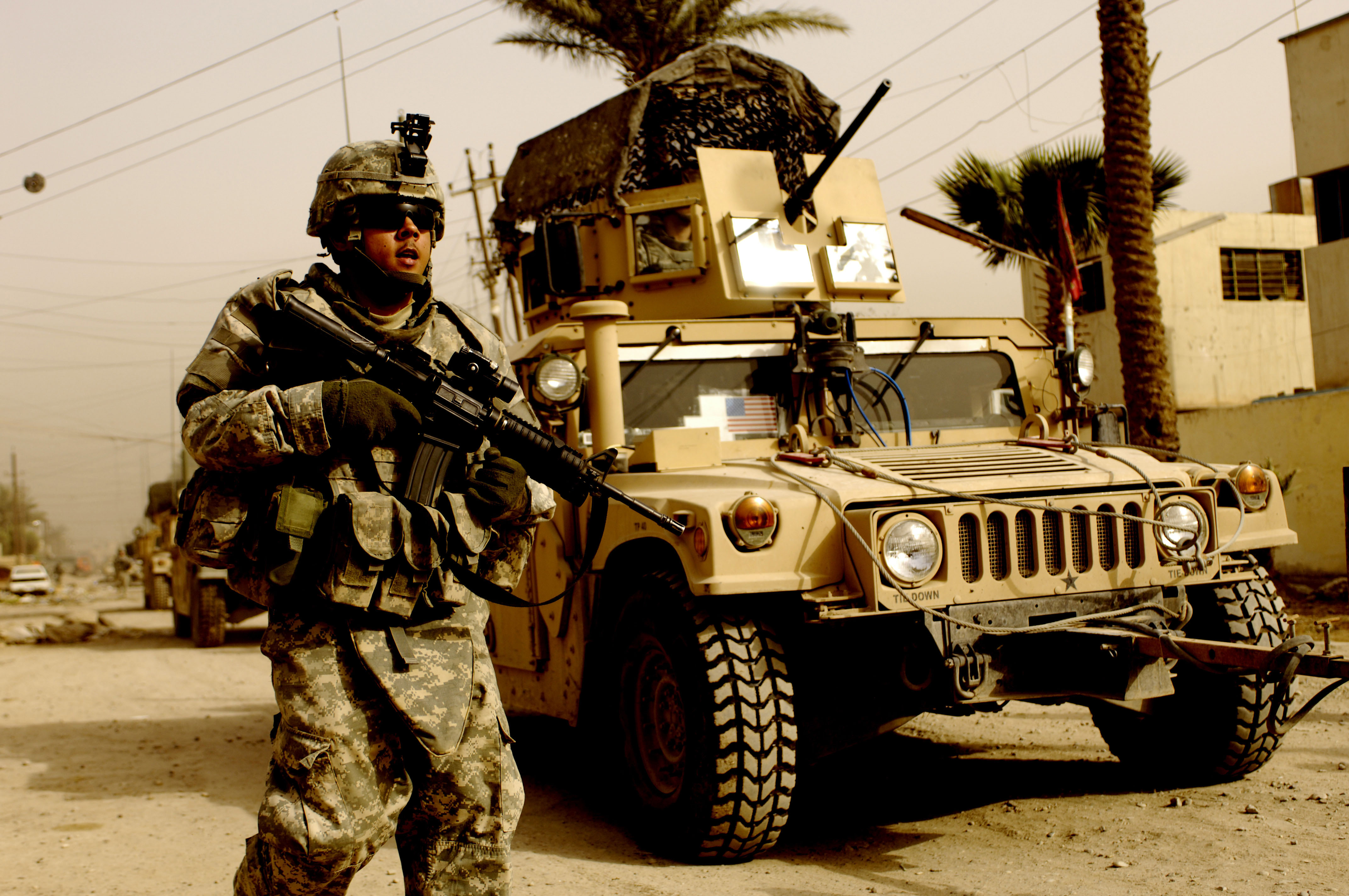
Um soldado dos Estados Unidos em patrulha no Iraque com o apoio de um veículo HMMWV.

A doutrina do Exército dos Estados Unidos valoriza a guerra mecanizada. Ele possui a maior proporção de veículos por soldado do mundo em 2009. O veículo mais comum do exército é o High Mobility Multipurpose Wheeled Vehicle (HMMWV), comumente chamado de Humvee, que é capaz de servir como transportador de carga/tropas, plataforma de armas e ambulância, entre muitas outras funções. Embora operem uma ampla variedade de veículos de apoio ao combate, um dos tipos mais comuns centra-se na família de veículos Heavy Expanded Mobility Tactical Truck (HEMTT). O M1A2 Abrams é o principal tanque de guerra do exército, enquanto o M2A4 Bradley é o veículo de combate de infantaria padrão. Outros veículos incluem o Stryker, o veículo blindado de transporte de pessoal M113 e vários tipos de veículos Mine Resistant Ambush Protected (MRAP).

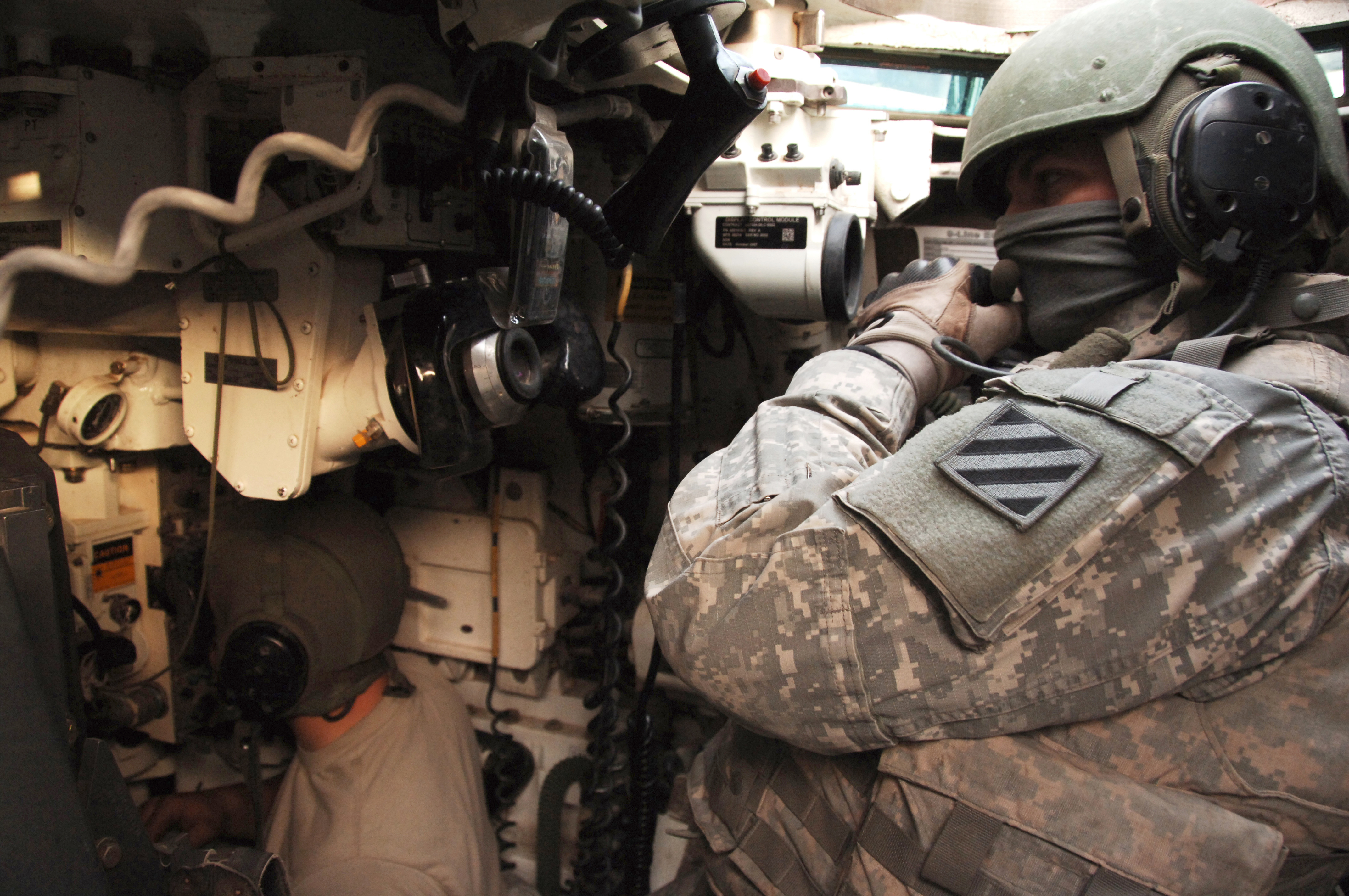
Soldados da 3rd Infantry Division tripulando um M1A2 Abrams no Iraque.

As principais armas de artilharia do Exército são o obuseiro autopropulsado M109A6 Paladin e o Sistema de Foguetes de Lançamento Múltiplo M270 (MLRS), ambos montados em plataformas sobre esteiras e atribuídos a unidades mecanizadas pesadas.

### Aviação
Embora a Divisão de Aviação do Exército dos Estados Unidos opere algumas aeronaves de asa fixa, ela opera principalmente vários tipos de aeronaves de asa rotativa. Estes incluem o helicóptero de ataque AH-64 Apache, o helicóptero utilitário de transporte tático UH-60 Black Hawk, e o helicóptero de transporte pesado CH-47 Chinook.
Os planos de reestruturação prevêem a redução de 750 aeronaves e de 7 para 4 tipos. O Exército está avaliando dois demonstradores de aeronaves de asa fixa; ARES e Artemis estão em avaliação para substituir a aeronave Guardrail ISR (Intelligence, surveillance and reconnaissance). Sob o Acordo Johnson-McConnell de 1966, o Exército concordou em limitar o seu papel na aviação de asa fixa ao apoio a missões administrativas (aeronaves leves desarmadas que não podem operar a partir de posições avançadas). Para UAVs, o Exército está implantando pelo menos uma companhia de drones MQ-1C Grey Eagles para cada divisão do Exército Ativo.

### Uniformes

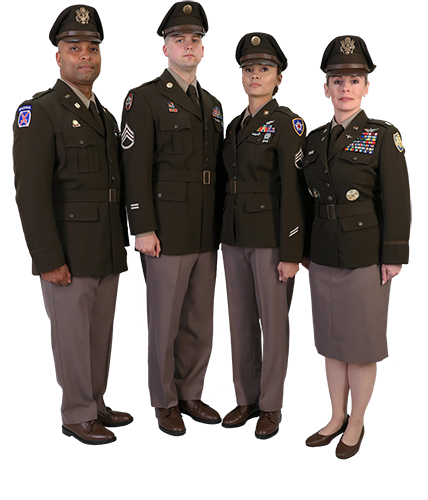
O uniforme Verdes do Exército de 2020.

O Army Combat Uniform (ACU) apresenta atualmente um padrão de camuflagem conhecido como Operational Camouflage Pattern (OCP); OCP substituiu um padrão baseado em pixels conhecido como Universal Camouflage Pattern (UCP) em 2019.
Em 11 de novembro de 2018, o Exército anunciou uma nova versão dos Army Greens baseada nos uniformes usados durante a Segunda Guerra Mundial, que se tornarão o uniforme padrão do serviço da guarnição. O Army Service Uniform azul permanecerá como uniforme de gala. Os Army Greens estão projetados para entrar em campo pela primeira vez no verão de 2020.

#### Boinas

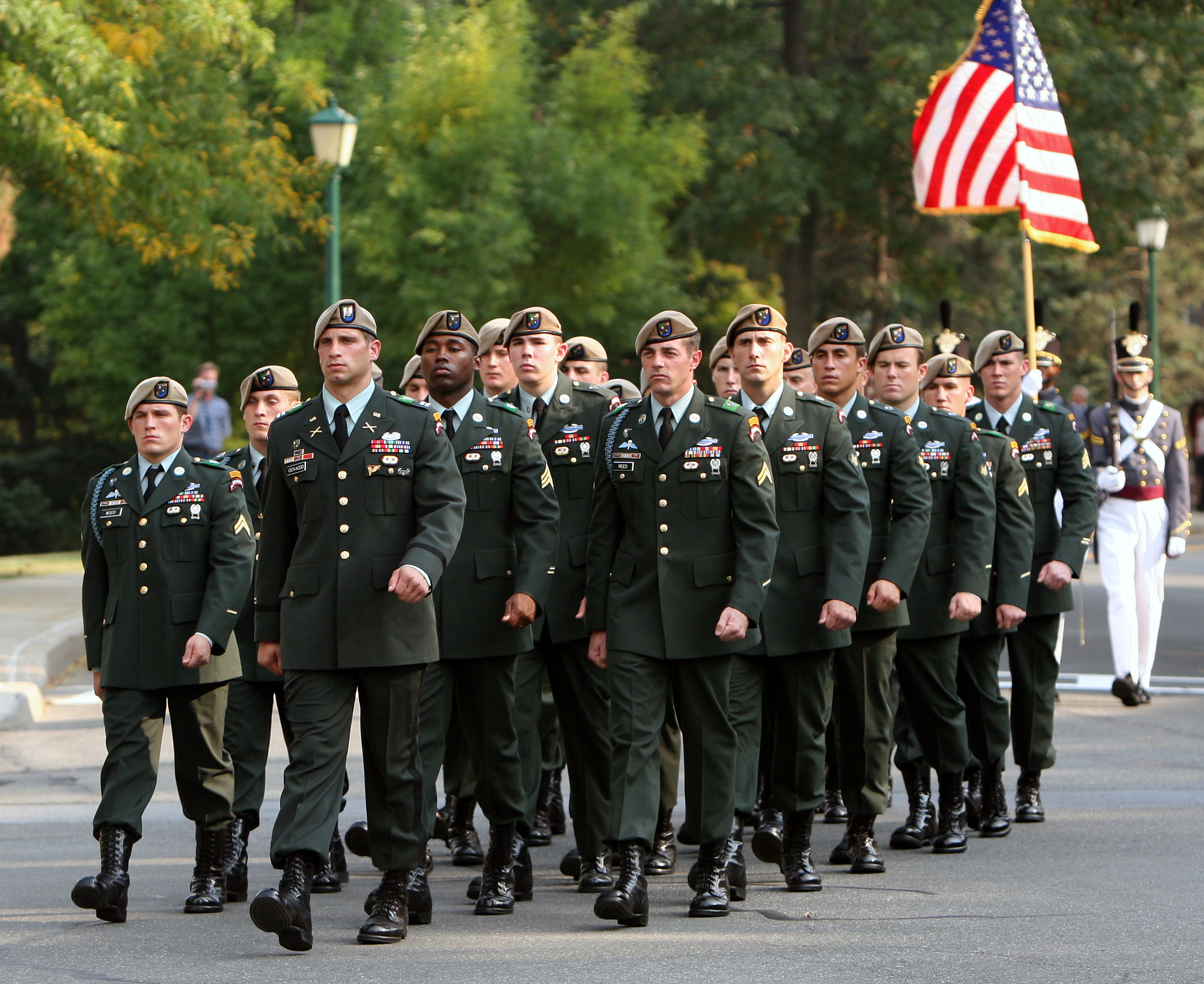
O Pelotão de Honra dos Rangers marchando com suas boinas bege e antigo uniforme de serviço.

O flash da boina do pessoal alistado exibe a insígnia de sua unidade distinta. A boina preta do Exército não é mais usada pela ACU para serviço de guarnição, tendo sido substituída permanentemente pelo boné de patrulha. Depois de anos de reclamações de que não era adequado para a maioria das condições de trabalho, o Chefe do Estado-Maior do Exército, General Martin Dempsey, eliminou-o para uso na ACU em junho de 2011. Os soldados que estão atualmente em uma unidade com status de salto ainda usam boinas, seja o usuário qualificado para paraquedas ou não (boina castanho-avermelhada), enquanto os membros das Security Force Assistance Brigades (SFABs) usam boinas marrons. Membros do 75th Ranger Regiment e do Airborne and Ranger Training Brigade (boina bronze) e Forças Especiais (boina verde) pode usá-lo com o Army Service Uniform para funções não cerimoniais. Os comandantes das unidades ainda podem direcionar o uso de bonés de patrulha nessas unidades em ambientes de treinamento ou grupos de veículos.

### Tendas
O Exército tem dependido fortemente de tendas para fornecer as diversas instalações necessárias durante o desdobramento (Force Provider Expeditionary, FPE). Os usos mais comuns de tendas para os militares são como quartéis temporários, dining facilities (DFAC), forward operating bases (FOBs), after-action review (AAR), tactical operations center (TOC), moral, welfare and recreation (MWR), bem como pontos de verificação de segurança. Além disso, a maioria dessas tendas é montada e operada com o apoio do Natick Soldier Systems Center. Cada FPE contém alojamentos, latrinas, chuveiros, lavanderia e cozinha para 50 a 150 soldados, e é armazenado nos Army Prepositioned Stocks 1, 2, 4 e 5. Esse provisionamento permite que os comandantes combatentes posicionem os soldados conforme necessário em sua Área de Responsabilidade, dentro de 24 a 48 horas.
O Exército está começando a usar uma tenda mais moderna chamada deployable rapid assembly shelter (DRASH). Em 2008, o DRASH tornou-se parte do Army's Standard Integrated Command Post System.